# Culture LGBT
Pour un article plus général, voir Lesbiennes, gays, bisexuels et transgenres.

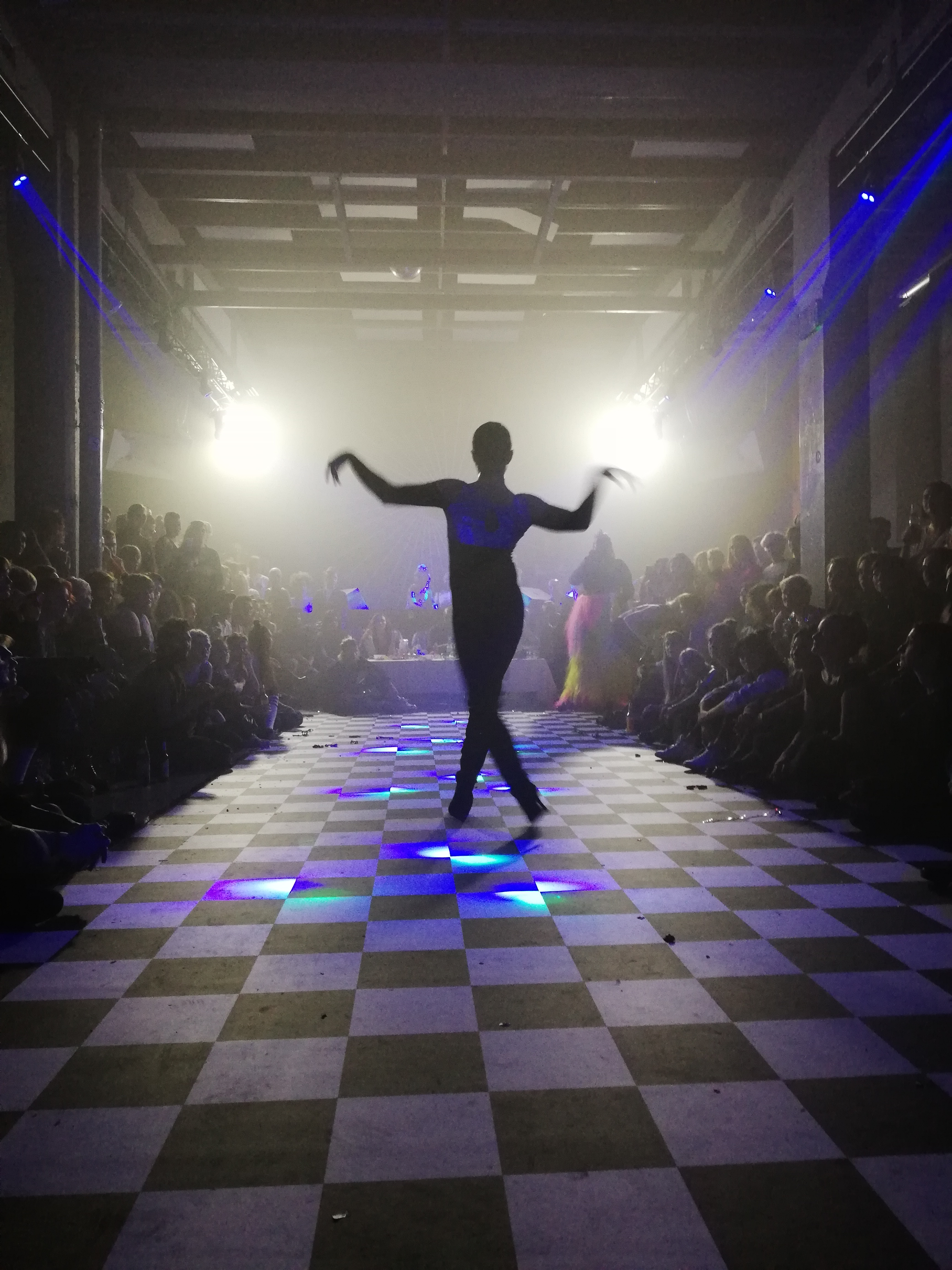
Voguing au Drag on Ball 2018 de Berlin.

La culture LGBT, aussi désignée comme culture homosexuelle, culture gay, culture gaie et lesbienne, culture queer, ainsi qu'en utilisant des sigles étendus tels que culture LGBTQ+, est la culture partagée par les minorités sexuelles et de genre, en particulier les personnes lesbiennes, gays, bisexuels et transgenres.
Elle désigne à la fois les pratiques culturelles créées par les personnes LGBT dans une optique communautaire, telle que la ball culture ou la littérature lesbienne, mais aussi les productions artistiques qui ne sont pas conçues pour ce public mais y rencontrent une réception particulière. Cette particularité peut se manifester par une réceptivité très forte, par exemple concernant le disco ou le concours eurovision de la chanson, mais prend aussi la forme d'une réappropriation active de productions culturelles par le public LGBT afin d'en enrichir le sens.
Toutes les personnes LGBT ne s'identifient toutefois pas à la culture LGBT ; cela peut être dû à la distance géographique, à l'ignorance de l'existence de la sous-culture, à la peur de la stigmatisation sociale ou à la préférence de ne pas s'identifier aux sous-cultures ou communautés basées sur la sexualité ou le genre.

## Définition

### Périmètre
Le concept d' « arts homosexuels » peut être interprété de plusieurs manières.

La plus immédiate est la production d'artistes homo ou bisexuels, tels que Michel-Ange ou Léonard de Vinci ; néanmoins, cette circonscription n'est pas forcément la plus intéressante, car les relations amoureuses et érotiques de ces peintres n'a pas forcément d'influence sur leurs œuvres.

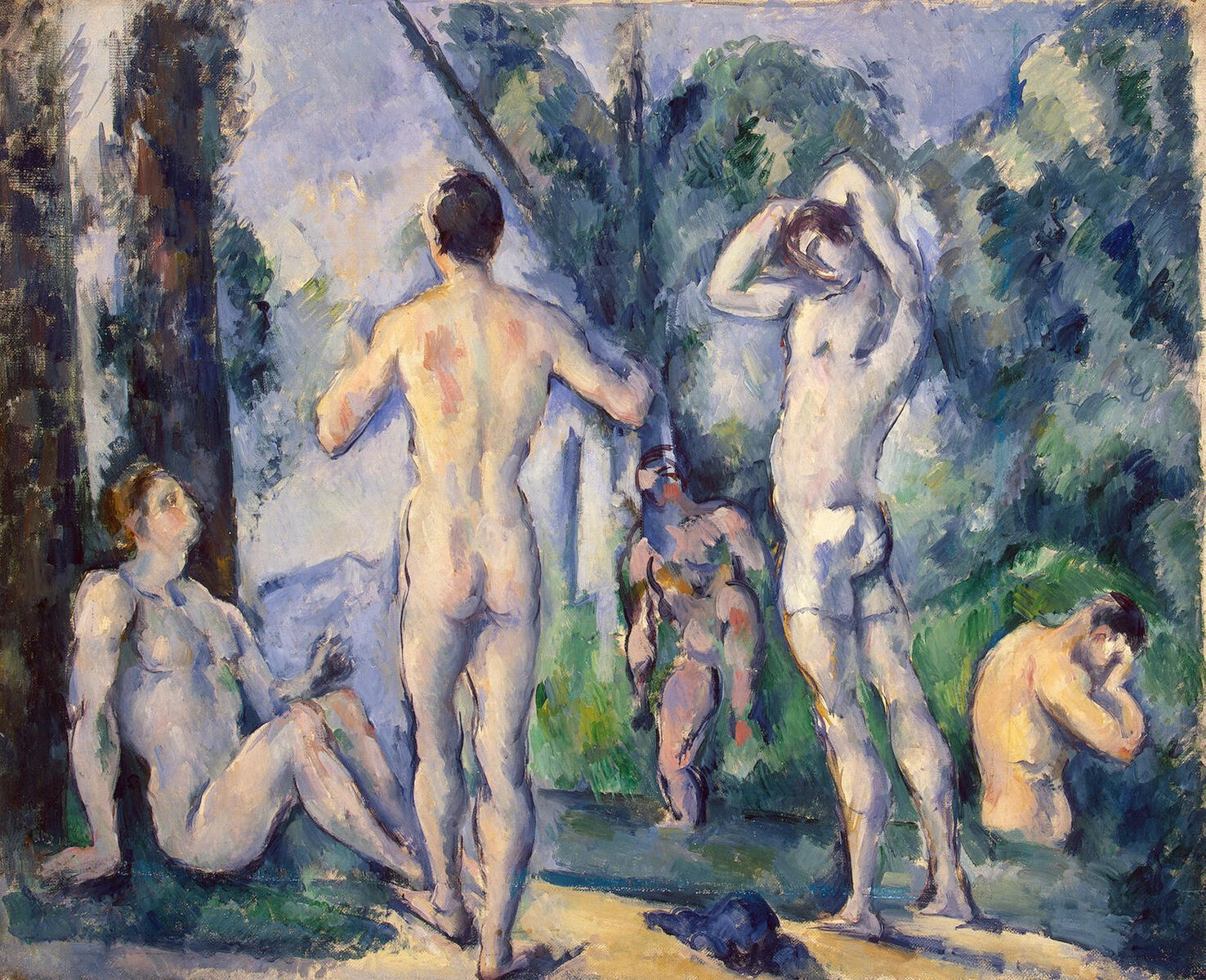
Les Baigneurs en plein air, Paul Cézanne, 1890, musée de l'Ermitage ; cette peinture est un exemple de la réappropriation d’œuvres a priori hétérosexuelles par un public gay pour en enrichir la signification.

La seconde consiste, en lien avec le camp, à la réinterprétation active d’œuvres pas forcément homoérotiques a priori pour leur donner cette nouvelle lecture, comme pour le Sommeil de Gustave Courbet ou Les Baigneurs de Cézanne. Cette réappropriation peut aller jusqu'au travail dérivé, telle que l'art d'Hannah Höch, qui découpe des publicités pour produire une image avec un nouveau sens.
La troisième, enfin, consiste à en limiter le périmètre à la production d'artistes LGBT qui traite de manière implicite ou explicite d'homosexualité.
Anne et Marine Rambach, créatrices des éditions gaies et lesbiennes soulignent la spécificité de la culture gaie et lesbienne : « parce qu'[elle] est excentrée, elle produit des objets fréquemment inclassables - en l'absence d'un rayon gai ».

### Nuances et métonymies
Suivant les auteurs et les époques, les appellations « culture LGBT », « culture homosexuelle », « culture gay », « culture gaie et lesbienne » et « culture queer » peuvent soit désigné la même chose, soit être porteuses de nuances.
Ainsi, l'appellation de la marche des fiertés de Paris est longtemps « marche des fiertés gaies et lesbiennes » alors que l'évènement inclut des associations trans telles que l'association du syndrome de Benjamin, et son renommage en « marche des fiertés LGBT » ne correspond pas à un changement de périmètre mais à une explicitation de ce qui était alors implicite. Cette métonymie est aussi à l'œuvre dans l'appellation « littérature lesbienne », qui inclut des autrices bisexuelles et pansexuelles.
Dans l'autre sens, l'usage d'une expression spécifique peut être porteuse d'une nuance : ainsi, l'expression « culture lesbienne » est parfois utilisée par des autrices pour souligner sa spécificité par rapport à une « culture LGBT » : c'est par exemple dans ce sens que l'utilise l'association lesbienne Bagdam. Anne et Marine Rambach parlent, en contexte français du début du XXIe siècle, du choix fondamental que doit effectuer toute lesbienne : s'impliquer dans la « culture lesbienne » et/ou dans la « culture gaie et lesbienne ». D'une autre manière, « queer » peut être à la fois utilisé comme un synonyme de LGBT, comme l'écrit en 2013 la professeure de cinématographie Barbara Mennel sur « le cinéma queer (ou LGBT) » : « Queer en est venu à fonctionner comme une abréviation, un terme générique désignant toute une série d'identités sexuelles déviantes : gay, lesbienne, bisexuel, travesti, transgenre, transsexuel, intersexué, homme efféminé et femme butch ». Pour Joëlle Rouleau, elle-aussi professeure de cinématographie, au contraire, queer est porteur d'un sens spécifique de remise en question des normes, tandis que « la catégorie « LGBTQ+ » est un étau qui case, écrase et fige la complexité de l'identité culturelle queer sous une forme politiquement correcte ».

## Histoire
De nombreuses personnalités historiques ont intégré la culture LGBT, notamment redécouvertes dans l'histoire de la Seconde Guerre mondiale, comme la fondatrice du Eve's Hangout de New York, Eva Kotchever.
Les résistantes (Andrée Jacob, Yvonne Ziegler, Suzanne Leclézio, Marie-Thérèse Auffray) et les résistants (Pierre Herbart, Roger Stéphane) sont aujourd'hui reconnus dans l'histoire contemporaine.
Il en est de même pour les combattants de la guerre d'Espagne, comme Rafael Rodríguez Rapún, compagnon du poète Federico García Lorca, ou le militaire américain William Aalto.
Les artistes résistantes Claude Cahun et Marcel Moore sont aujourd'hui honorées, ainsi que le scientifique Alan Turing, héros de la Seconde Guerre mondiale.

## Productions culturelles

### Littérature
La littérature LGBT existe à la fois comme catégorie en tant que telle, mais aussi comme somme de littératures aux contours distincts : la littérature lesbienne, la littérature gay, la littérature bisexuelle, et la littérature trans.
Une constante de la littérature LGBT, en particulier en contexte de répression sociale, est l'utilisation de messages cachés afin de présenter l'homosexualité comme une interprétation possible mais non univoque du récit.
Si une grande partie de la littérature LGBT est publiée dans des canaux de diffusion généralistes, des institutions spécifiquement LGBT (maisons d'éditions, festivals, librairies) assure une grande partie de sa production et de sa commercialisation, en particulier quand elle s'inscrit profondément dans la culture LGBT.

### Musique
La musique LGBT regroupe diverses tendances. La plus évidente est la production musicale d'artistes LGBT parlant de sujets liés à la communauté : l'un des premiers exemples est le titre Glad to be gay de Tom Robinson. la seconde correspond à la création de titres de soutiens aux luttes LGBT par des artistes cis et hétérosexuels, tels que La Différence de Lara Fabian ou Mujer contra Mujer de Mecano. La troisième en la réappropriation de chansons aux paroles conçues à l'origine pour un public hétérosexuel par le public gay, dont le travail d'interprétation en enrichit le sens, comme pour Gimme! Gimme! Gimme! (A Man After Midnight) d'Abba.

### Arts du spectacle

#### Théâtre

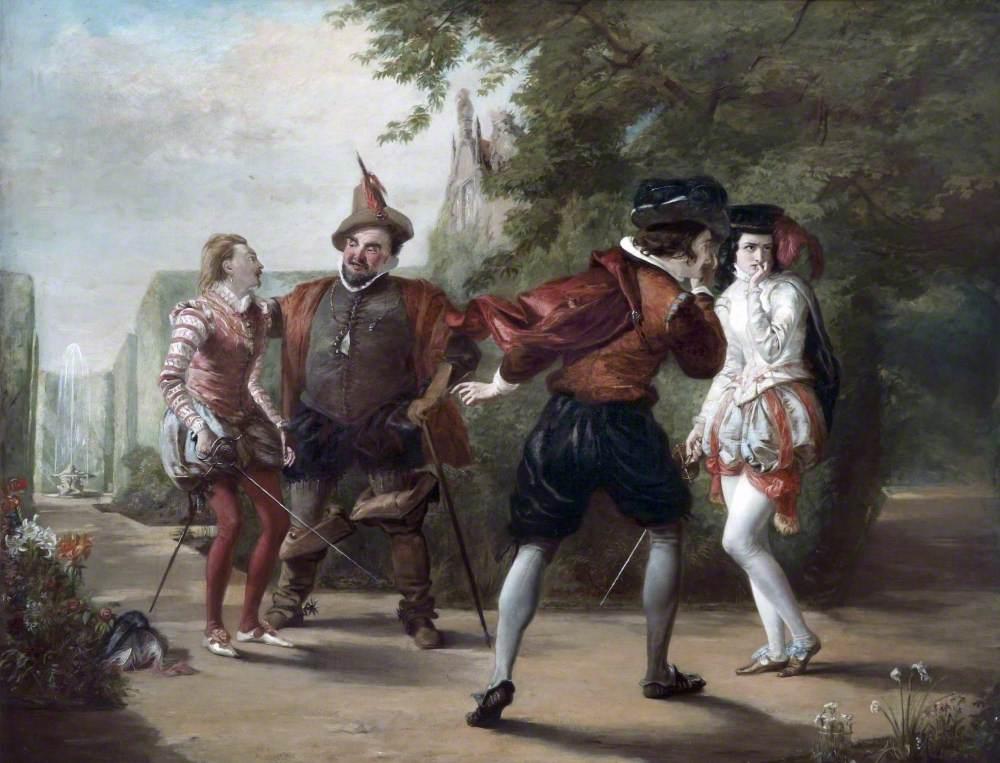
William Powell Frith, scène de La Nuit des rois, peinture du XIXe siècle conservée à la Walker Art Gallery.

Dès le XVe siècle apparaît dans le théâtre occidental, une culture d'acteurs et d'actrices se travestissant pour jouer des personnages de l'autre sexe ; cela, en particulier en Angleterre en raison de l'interdiction de la profession d'acteur aux femmes ou en Espagne où, à l'inverse, de nombreuses actrices se travestissent en hommes. Plusieurs auteurs, tels que le bisexuel William Shakespeare, jouent de l'ambiguïté de ce travestissement, où le public peut voir un personnage féminin interagir avec un personnage masculin, ou deux hommes, dont l'un travesti, interagir entre eux.
En 1960 aux États-Unis apparaît le terme « théâtre homosexuel », pour désigner de manière péjorative le théâtre de Broadway et plus particulièrement les productions de Tennessee Williams et d'Edward Albee ; en effet, la presse n'accepte alors que la représentation de personnages homosexuels malheureux et stéréotypés. En parallèle de cette critique naît le théâtre gay et lesbien pensé comme tel, avec en 1958 la création du Caffe Cino (en) entièrement consacré à ce genre et ensuite rejoint par le Théâtre Rhinoceros de San Francisco et le Women's Own World de New York. Un développement parallèle a lieu en France, avec la première en 1949 de Haute Surveillance de Jean Genet.
Dans les années 1980 et 1990, Holly Hughes (en) met en scène des relations lesbiennes butch/fem où l'imagerie criminelle sert à représenter la répression pesant sur les représentations LGBT. D'autres artistes poursuivent cette expérience du théâtre total, tels que Ron Athey et Reza Abdoh (en), dont l'œuvre à tous les deux est marquée par la pandémie de SIDA.

#### Opéra

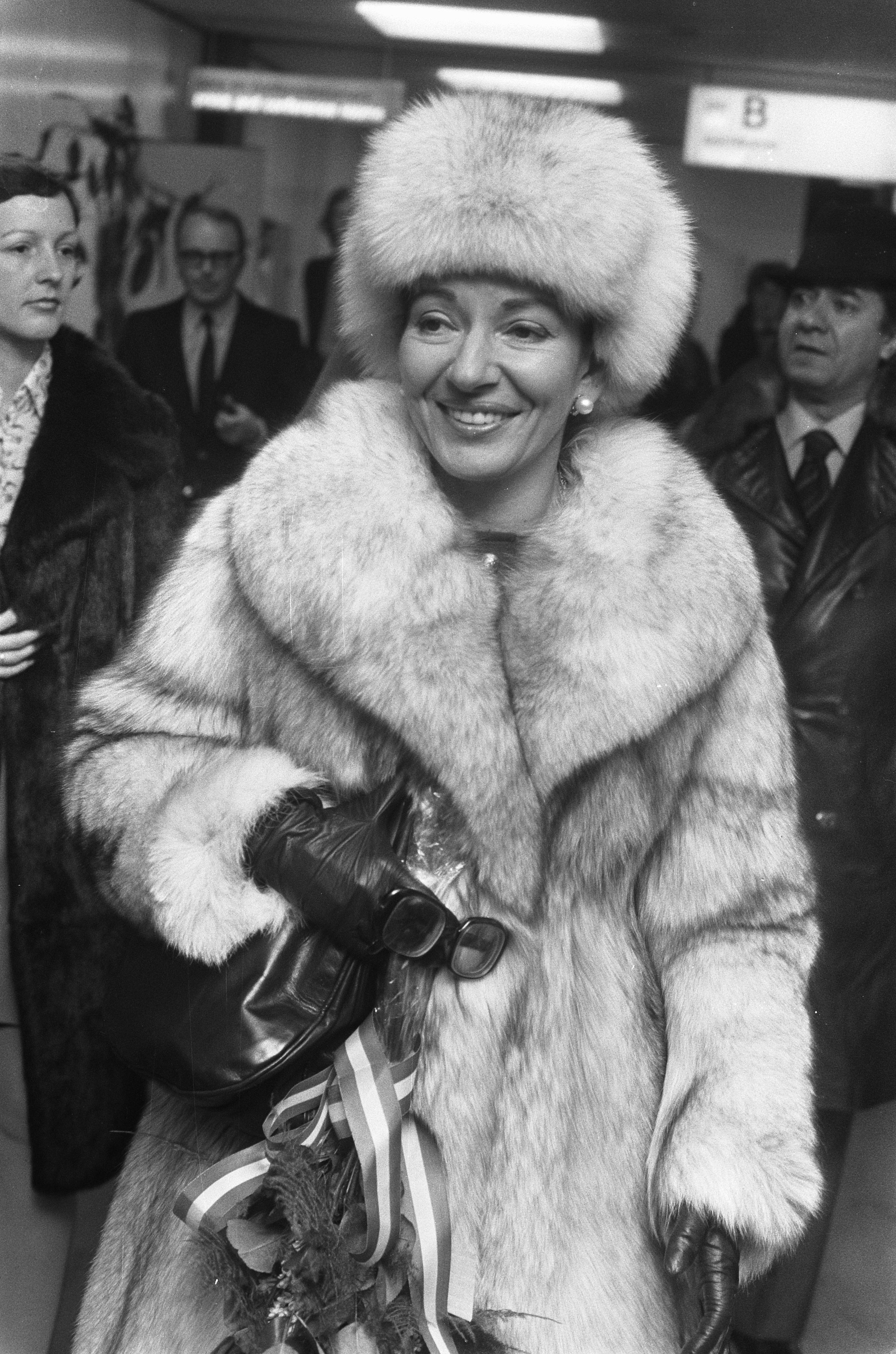
La cantatrice Maria Callas en 1976 ; les divas de l'opéra sont parmi les premières icônes gaies.

Le milieu de l'opéra est associé aux hommes homosexuels, que ce soit dans les faits mais aussi dans la représentation que s'en font les hétérosexuels ; pour le musicologue Philippe Olivier, cette association prend sa source dans l'emploi de chanteurs castrats, dont le timbre de voix a ensuite été associé à celui de l'homosexualité.
L'appréciation du public homosexuel au début du XXIe siècle se porte sur les divas de l'opéra : Maria Callas, Joan Sutherland, Montserrat Caballé, Kathleen Ferrier, Elisabeth Schwarzkopf, Teresa Berganza, Renée Fleming ou Cecilia Bartoli ; celles-ci sont autant appréciées pour leurs gens que leurs tenues et leurs gestuelles, tant à la ville que sur scène.
L'opéra est un lieu de valorisation de l'hédonisme, valorisé dans la culture gay : on va au spectacle car il nous procure du plaisir. Il est aussi un lieu de travestissement, tels que Chérubin dans Les Noces de Figaro ou Octavian du Chevalier à la rose, mais aussi de représentation de l'expérience homosexuelle, soit de manière détournée où les passions, sentimentalités esthétiques et douleurs de personnages féminins font écho au ressenti des hommes gays du public, soit de manière directe : Eugène Onéguine, Peter Grimes, Billy Budd, Mort à Venise ou Acquittement pour Médée de Rolf Liebermann.
Enfin, il est un lieu de sociabilité gay ; soit, dans sa fréquentation, plutôt pour les classes bourgeoises, soit, dans l'écoute de musique ou le visionnage de vidéo chez soi, seul ou groupe, comme une manière de se détacher de son milieu par les pratiques culturelles en écho à la séparation de la famille hétérosexuelle pour la personne queer.

#### Danse

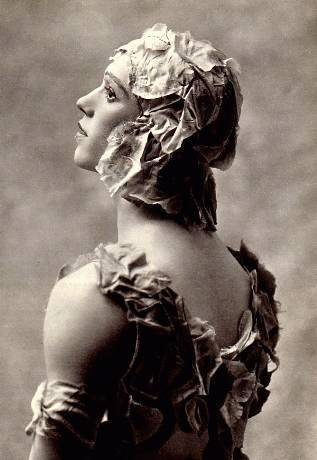
Vaslav Nijisnky dans Le Spectre de la Rose, 1911.

Au cours des XVIIIe et XIXe siècles, la perte de prestige de la danse dans la culture occidentale s'accompagne d'une association croissante entre celle-ci et l'homosexualité ; cette association est alimentée par des éléments réels, tels que des rapports de police ou des mémoires de l'époque, mais aussi par l'activité de danseurs, qui peuvent, comme Auguste Vestris, rechercher des amants parmi les danseurs plus jeunes ou au contraire chercher des soutiens financiers parmi les spectateurs plus âgés qui cherchent activement des relations avec les danseurs, comme c'est en particulier le cas à l'École impériale de ballet de Russie. Ainsi, Vaslav Nijinski entretient une relation avec le prince Lvov, puis avec Diaghilev. Le style de Nijinski, très androgyne, obtient un succès fulgurant et fige pendant longtemps l'image du danseur dans l'Occident.
Le thème de l'homosexualité n'est jamais explicité dans les ballets du début du XXe siècle, mais est tout de même suggéré : c'est en partie le cas dans Les Biches, le Train bleu ou la Légende de Joseph.
Le Chant du compagnon errant de Maurice Béjart est l'un des premiers ballets à représenter une histoire d'amour entre hommes ; parmi les autres précurceurs, on peut citer Alvin Ailey, Bill T. Jones, Dominique Bagouet ou Karine Saporta.
Dans la fin des années 1980 se structure le voguing, une danse surtout présente dans la scène ball, essentiellement pratiqué par des femmes trans et des hommes homosexuels afro-américains parodiant les normes de genre, en particulier celles associées à l'industrie de la mode.

#### Cabaret

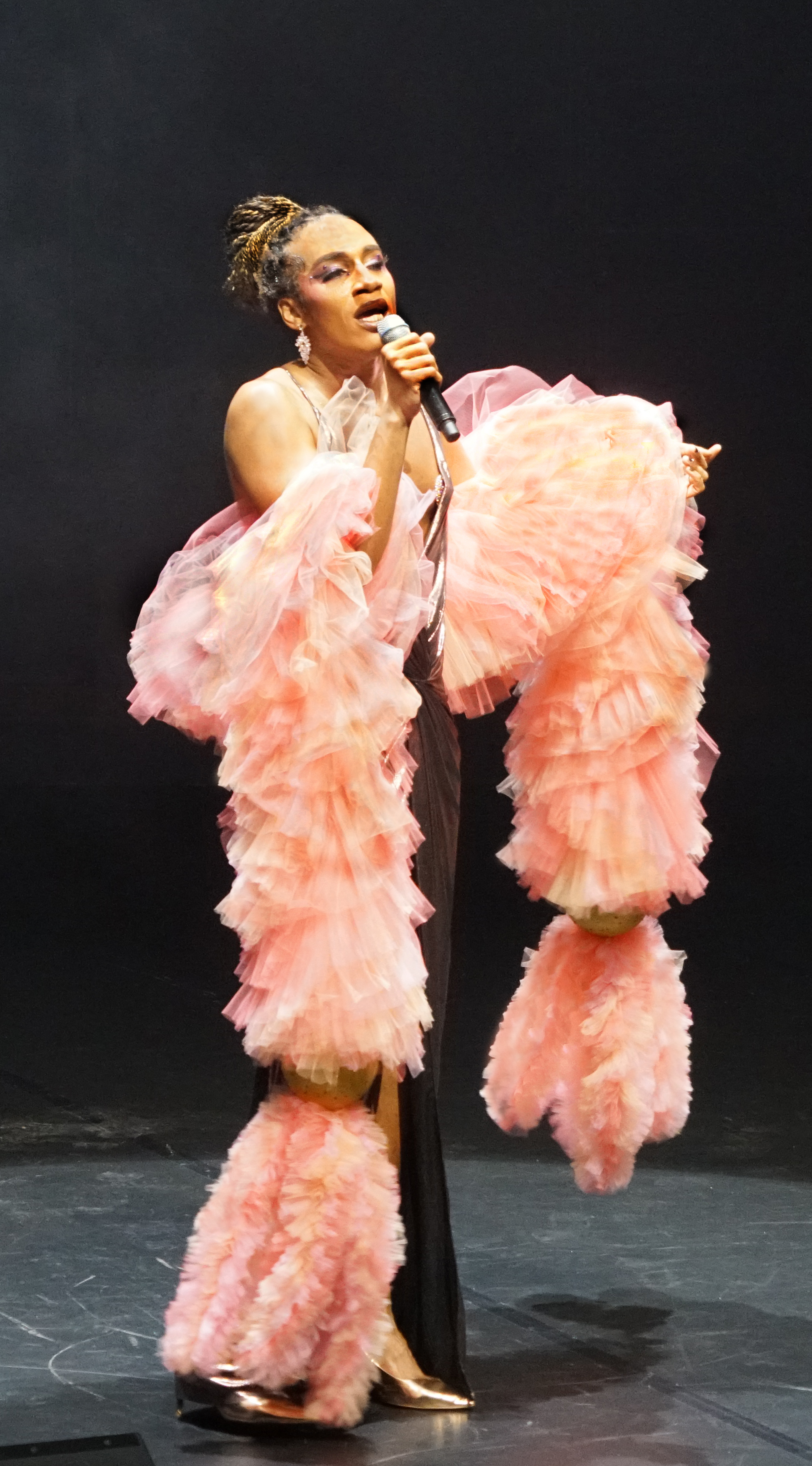
Soa de Muse, drag queen finaliste de Drag race France et artiste de cabaret, notamment Madame Arthur.

En France, et particulièrement à Paris, la culture cabaret est intimement liée à la culture LGBT, qu'elle soit gaie, lesbienne, travestie ou trans. Dès les années 1920, les cabarets, tels que Le Bœuf sur le toit, sont à la fois des lieux de spectacles où se produisent des artistes LGBT mais aussi des lieux de rencontres. Dans les années 1950 et 1960, c'est le Carrousel qui devient le centre névralgique de la culture LGBT, où se produisent une vingtaine d'artistes transexuelles, en particulier Coccinelle.

### Audiovisuel

#### Télévision
Il y a un essor de la visibilité lesbienne à la télévision depuis la sortie de la série Xena la guerrière dans les années 1990.
En mars 2020, Atresmedia dévoile une série largement inspirée de la vie de Cristina Ortiz Rodríguez intitulée Veneno et réalisée par Javier Calvo et Javier Ambrossi qui participe à la reconnaissance et l'acceptation de la communauté transgenre en Espagne.

#### Cinéma
Le cinéaste italien Pier Paolo Pasolini produit une œuvre dans laquelle se donne à voir ce que Frédéric Martel nomme « l'homosexualité noire » : la partie marginale, violente et à la dérive de l'homosexualité. Il dénonce ainsi la marchandisation de la sexualité qu'il impute à la bourgeoisie et au capitalisme dans Salò ou les 120 Journées de Sodome (1976), ou, au contraire, présente l'homosexualité comme déclencheur de la libération et de la révolution dans Théorème (1968).
La multiplication des films traitant de l'homosexualité au tournant des années 1970 accompagne la libération sexuelle des pays occidentaux : Love et Music Lovers de Ken Russell, Les Damnés et Mort à Venise de Luchino Visconti, Le Droit du plus fort de Rainer Werner Fassbinder ou Sébastiane de Derek Jarman.
La réalisatrice italienne Luki Massa analyse l'ambiguité du rire dans le cinéma mettant en scène des lesbiennes : dans les productions destinées à un public hétérosexuel, le rire vient du fait que les personnages lesbiens sont montrés de manière ridicule afin de les rendre repoussant ; pourtant, en prenant l'exemple du film américain de 1968 Faut-il tuer Sister George ?, elle remarque que le public lesbien du XXIe siècle y trouve une forme de représentation, où les phrases du personnage lesbien prennent une dimension ironique et puissante.

### Arts plastiques

#### Photographie

##### De la correspondance privée à l'art
L'artiste lesbienne Claude Cahun réalise une série d'autoportraits ; ne les diffusant pas de son vivant mais les réservant à l'échange avec sa compagne Suzanne Malherbe, ce n'est que vers les années 1990 que ses photographies rencontrent leur public, devenant ainsi support d'identification aux lesbiennes, en particulier non-binaires et butchs.

##### Montrer la marginalité

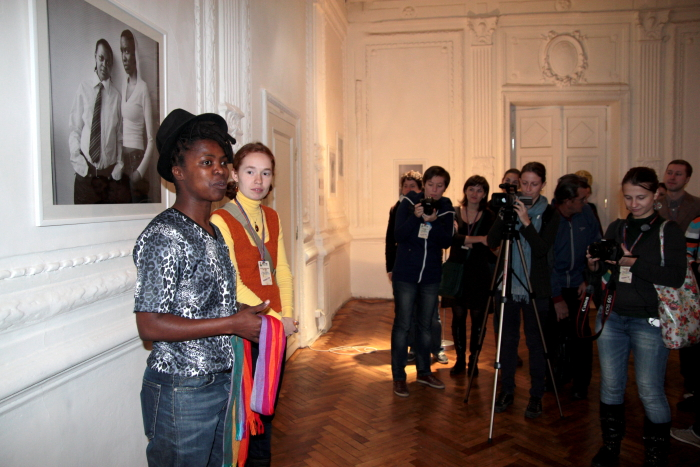
Zanele Muholi exposant au festival international de cinéma LGBT Side by Side de Saint-Pétersbourg.

La photographie est un média privilégié permettant de donner à voir les existences queers marginalisées, dans leur complexité et diversité ; c'est aussi une manière de revaloriser ces identités, par exemple avec des choix esthétisants tels que l'utilisation du noir et blanc, afin de sortir de la représentation sensationnaliste telle qu'elle peut exister dans la presse. En particulier, le choix d'avoir des modèles posant en regardant directement l'objectif permet de mettre le public de l'exposition et les modèles au même niveau. C'est notamment le cas de Zanele Muholi, qui photographie dans Faces and Phases, en 2006, des lesbiennes Noires d'Afrique du Sud ; elle fait le choix de représenter les professions de ses sujets, afin de montrer leur intégration dans la société sud-africaine, ou de Mohamad Abdouni, dont la série Treat Me Like Your Mother de 2022 documente la communauté trans des années 1980 et 1990 de Beyrouth.
Cette tradition est très ancienne, puisque c'est déjà ce qu'avait produit Brassaï dans sa série Paris la nuit de 1933, qui montre couples de femmes et lieux de sociabilité homosexuels.

#### Peinture

##### Représentation de l'intimité féminine

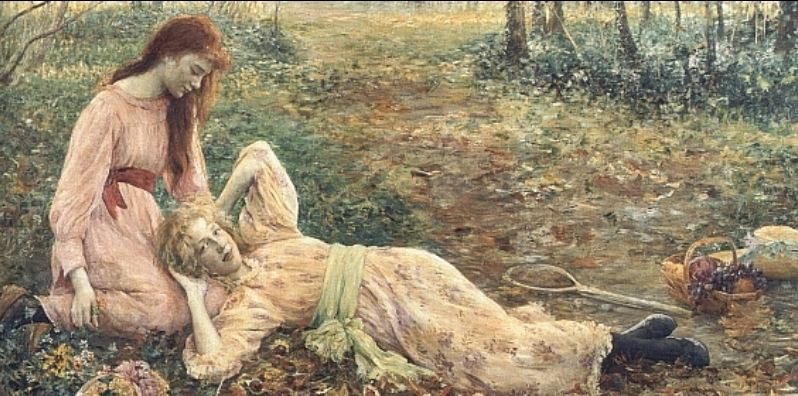
Louise Catherine Breslau, Gamines(1890).

La peintre Louise Catherine Breslau (1856-1927), représente sa compagne Madeleine Zillhardt (1863-1950) dans l'intimité, comme dans Contre-jour (1883); son cercle amical féminin, comme dans Portrait des amies (1881), avec Sophie Schaeppi et Maria Feller; et peint des tableaux de couples féminins, comme Gamines (1890).

##### Représentations directes de l'homosexualité
Dans ses peintures, Francis Bacon représente plusieurs aspects de l'homosexualité masculine : des amants ensemble, mais aussi une menace latente, l'angoisse et la solitude. Dans un autre style, David Hockney représente lui une homosexualité heureuse et domestique.

### Mode

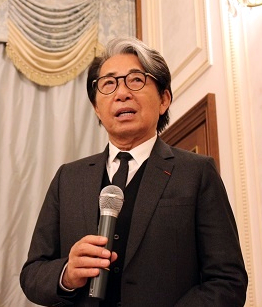
Kenzō Takada en 2017.

L'industrie de la mode, en particulier de la haute-couture, est un domaine très fortement associé à l'homosexualité masculine en raison du grand nombre de couples d'hommes ou d'hommes gays : Giorgio Armani, Gianni Versace, le couple Dolce & Gabbana, Marc Jacobs, les jumeaux Caten, le couple Yves Saint-Laurent et Pierre Bergé, Karl Lagerfeld, John Galliano, Jean-Paul Gaultier, Tom Ford, Thierry Mugler, Claude Montana, Stefano Pilati, Alexander Mc Queen, Jean-Claude Jitrois, Azzedine Alaïa, ou Kenzo. Pour le collectif français LGBTQ et féministe des Ailes sur un tracteur, cette prépondérance s'explique par la liberté associée à l'homosexualité : en se libérant des contraintes virilistes qui pèsent sur les hommes hétérosexuels, les créateurs homosexuels ont pu très tôt s'emparer des codes vestimentaires tant masculins et féminins, et ainsi avoir un plus grand panel de sources pour exprimer leur créativité. Les journalistes de mode hétérosexuelles Anne Boulay et Marie Colmant avancent quant à elles un rapport particulier entre les créateurs gays et les femmes hétérosexuelles, empreint d'un rapport de séduction non-consommé qui amène les stylistes à avoir une compréhension fine de la féminité sensuelle et affirmée, souvent inspirée d'un rapport personnel avec une muse : Loulou de la Falaise pour Yves Saint Laurent, Farida Khelfa pour Azzedine Alaïa, Inès de la Fressange pour Karl Lagerfield ou Frédérique Lorca pour Jean-Paul Gauthier.

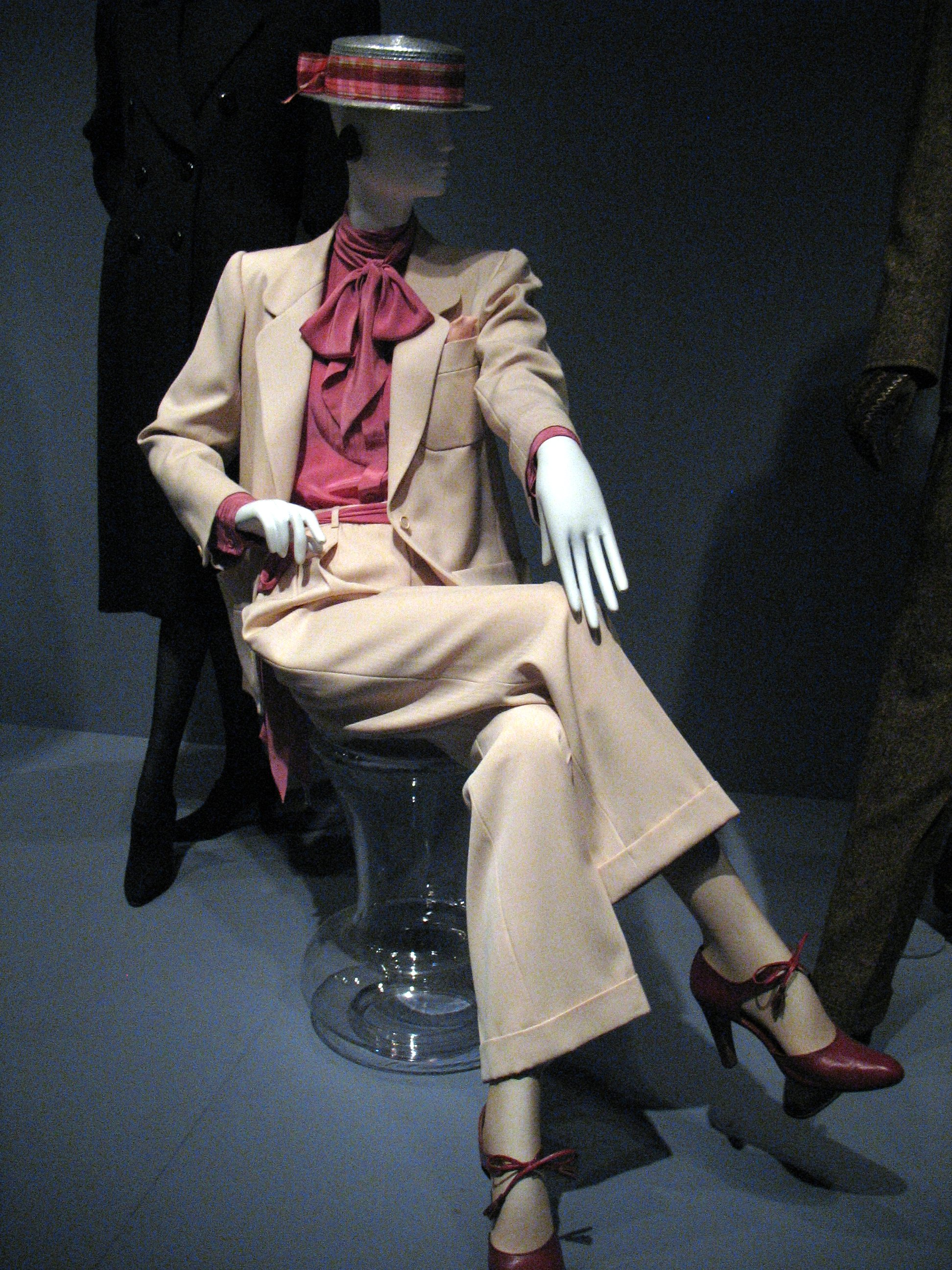
Costume pour femmes d'Yves Saint Laurent conservé au De Young Museum de San Francisco.

Ce jeu avec la féminité met parfois ces mêmes journalistes mal à l'aise, par exemple lorsque Thierry Mugler fait défiler des femmes trans et des hommes travestis pour sa collection de prêt-à-porter féminin du début des années 1990. Elles avancent enfin qu'une autre des caractéristiques des créateurs de mode gays est le registre masculin-féminin et androgyne, citant pêle-mêle les costumes trois pièces d'Yves Saint Laurent des années 1960, la mode japonaise asexuée des années 2000, le style glam rock de Davie Bowie, le travail d'Hedi Slimane, ou les vêtements inspirés par le style de Marlène Dietrich ou de Leslie Winer (en).

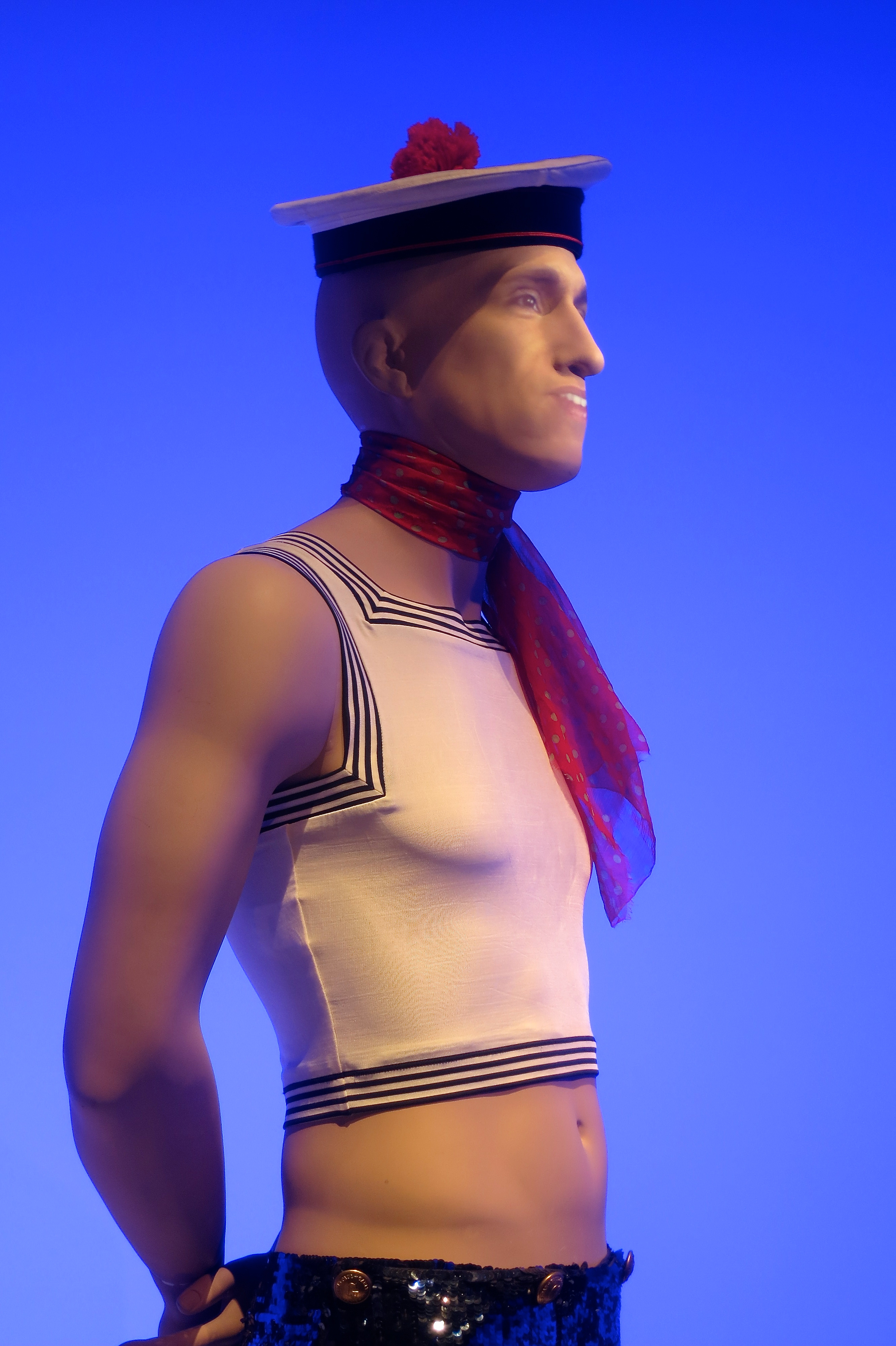
Collection House of Pleasures de Jean-Paul Gaultier reprenant des codes de la marine et exposée au Kunsthal.

L'influence créative ne s'exprime pas uniquement dans les grands noms, mais aussi dans la mode populaire : ainsi, le marcel, d'abord vêtement de travail ouvrier, devient symbole iconographique gay, en particulier sous l'influence de Jean Genet et Tom of Finland, pour ensuite devenir emblème de virilité tant hétérosexuelle qu'homosexuelle lorsque Bruce Willis pose en marcel dans une publicité Calvin Klein dans les années 1990. Plus généralement, de nombreux symboles vestimentaires de la masculinité, sont détournés dans une optique érotique tout au long du XXe siècle : le tricot de marin rayé, signature de Jean-Paul Gaultier ; le Perfecto, la casquette de cuir et le chaps ; les tatouages de Hells Angels ; les tenue militaires ou le style baggy des rappeurs. Ces détournements, qui ciblent souvent les groupes homophones ou perçus comme tels, ne font pas toujours l'unanimité, en particulier lorsqu'il s'agit de reprises d'iconographies nazies.

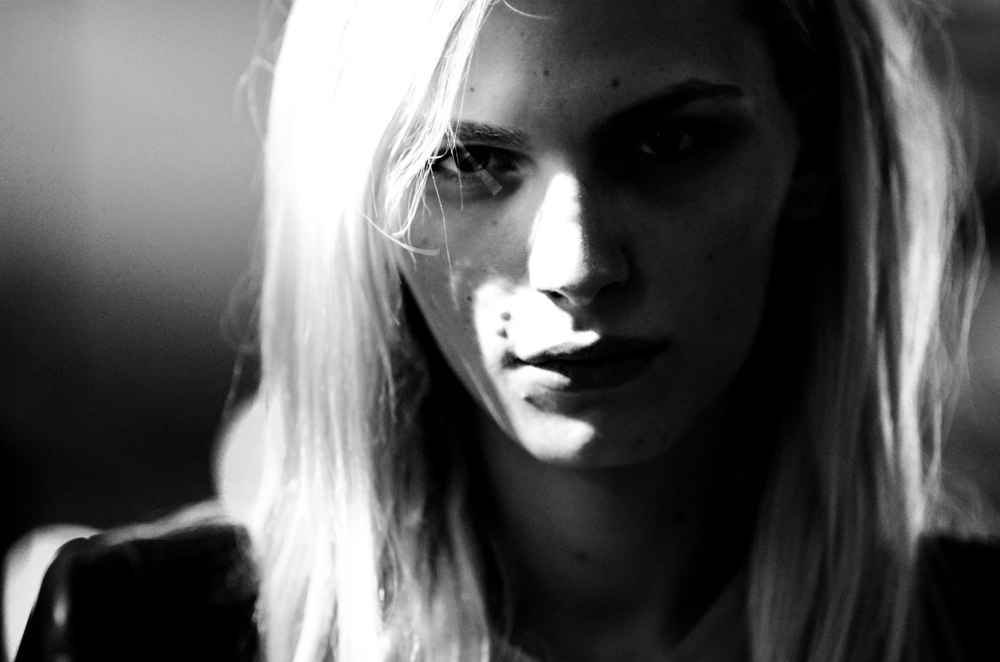
La mannequin Andreja Pejić en 2013.

Plusieurs femmes trans comptent parmi les mannequins célèbres : la pionnière, April Ashley, qui est aussi intersexe, est outée à son insu en 1961, ce qui met fin à sa carrière dans la mode. En 2014, la mannequin Andreja Pejić, qui s'était faite connaître en tant que mannequin homme au physique androgyne, annonce sa transition de genre, ce qui ne l'empêche pas de poursuivre sa carrière. La présence de mannequins trans sur les podiums est beaucoup plus normalisée dans les années 2020, avec les carrières de Hunter Schafer, Teddy Quinlivan (en), Hari Nef, Nathan Westling (en), Juliana Huxtable, Lea T, Carmen Carrera ou Geena Rocero.
La non-binarité et la queerness s'exprime aussi dans la mode queer, c'est-à-dire les courants esthétiques visant à une utilisation de vêtements qui ne rentrent ni dans les normes de féminité de la mode, ni dans les normes de masculinité.

### Art corporel
À partir des années 1980 et 1990 se manifeste aux États-Unis une fierté queer au sein des artistes de l'art corporel ; c'est le cas notamment de Ron Athey, qui s'inspire de Saint Sébastien dans sa performance Martyrs and Saints, ou d'Annie Sprinkle qui met en vidéos une représentation de la pansexualité.
Certaines pratiques militantes sont pensées comme des productions d'art corporel : ainsi, en 1990, l'artiste David Wojnarowicz se coud la bouche dans une vidéo d'Act-Up, Silence = mort, qui dénonce la silenciation des militants contre le sida ; Catherine Opie, quant à elle, photographie son dos où a été scarifié un dessin d'enfant où deux petites filles se tiennent la main.

## Entre pratiques et productions

### Détournements culturels

#### Icônes gays

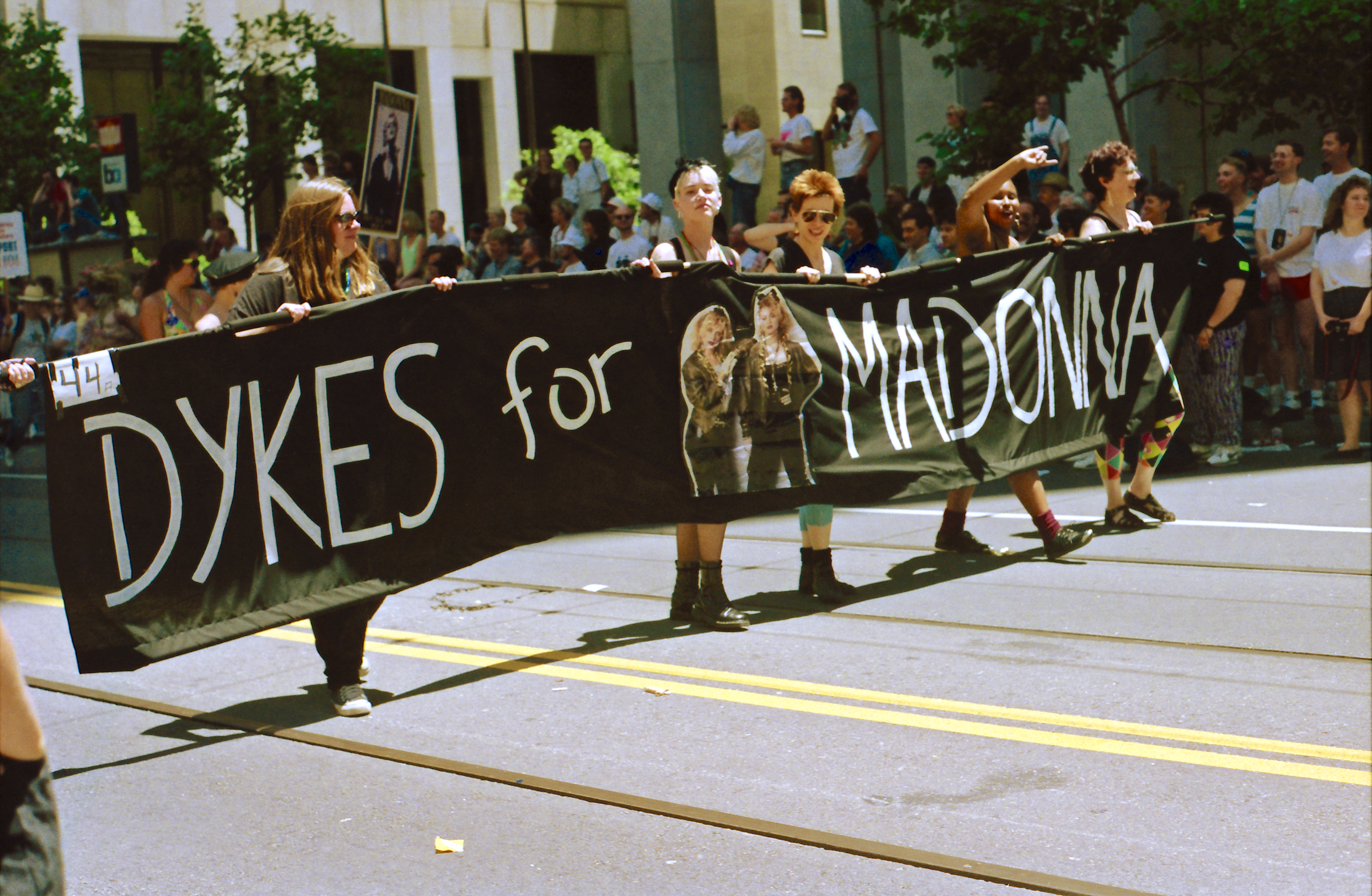
Bannière Dykes For Madonna (littéralement : gouines pour Madonna) à la marche des fiertés 1991 de San Francisco, montrant l'importance de la chanteuse pour la communauté LGBT.

Parmi les caractéristiques constituant une icône gay, on retrouve souvent le courage dans l'adversité et un désir de liberté, le sens du glamour, l'exubérance, la créativité, une forte personnalité, une fin tragique ou des formes d'androgynie. Ces icônes peuvent être de toute orientation sexuelle ou genre, et certaines se sont faites les porte-voix des revendications du mouvement LGBT.

#### Fanarts et fanfictions
La frustration face à la rareté des personnages LGBT à la télévision, au cinéma et dans la littérature populaire amène à la production de détournements de ces médias, par l'objet de dessins, bandes-dessinées (fanarts) et histoires écrites (fanfictions). Si la création des fanarts et des fanfictions n'est pas exclusive à la communauté LGBT, elle a deux fonctions spécifiques pour les artistes LGBT : d'une part, elle permet la représentation de personnages LGBT comme personnages principaux, plutôt que comme des éléments secondaires ou accessoires des histoires ; de l'autre, elle apporte une lecture différente des œuvres, soulignant que ce qui est présenté comme de l'amitié entre deux hommes ou deux femmes et lu ainsi par un public hétérosexuel, peut tout aussi bien être compris comme de la romance pour un public LGBT.

### Drag et travestissement

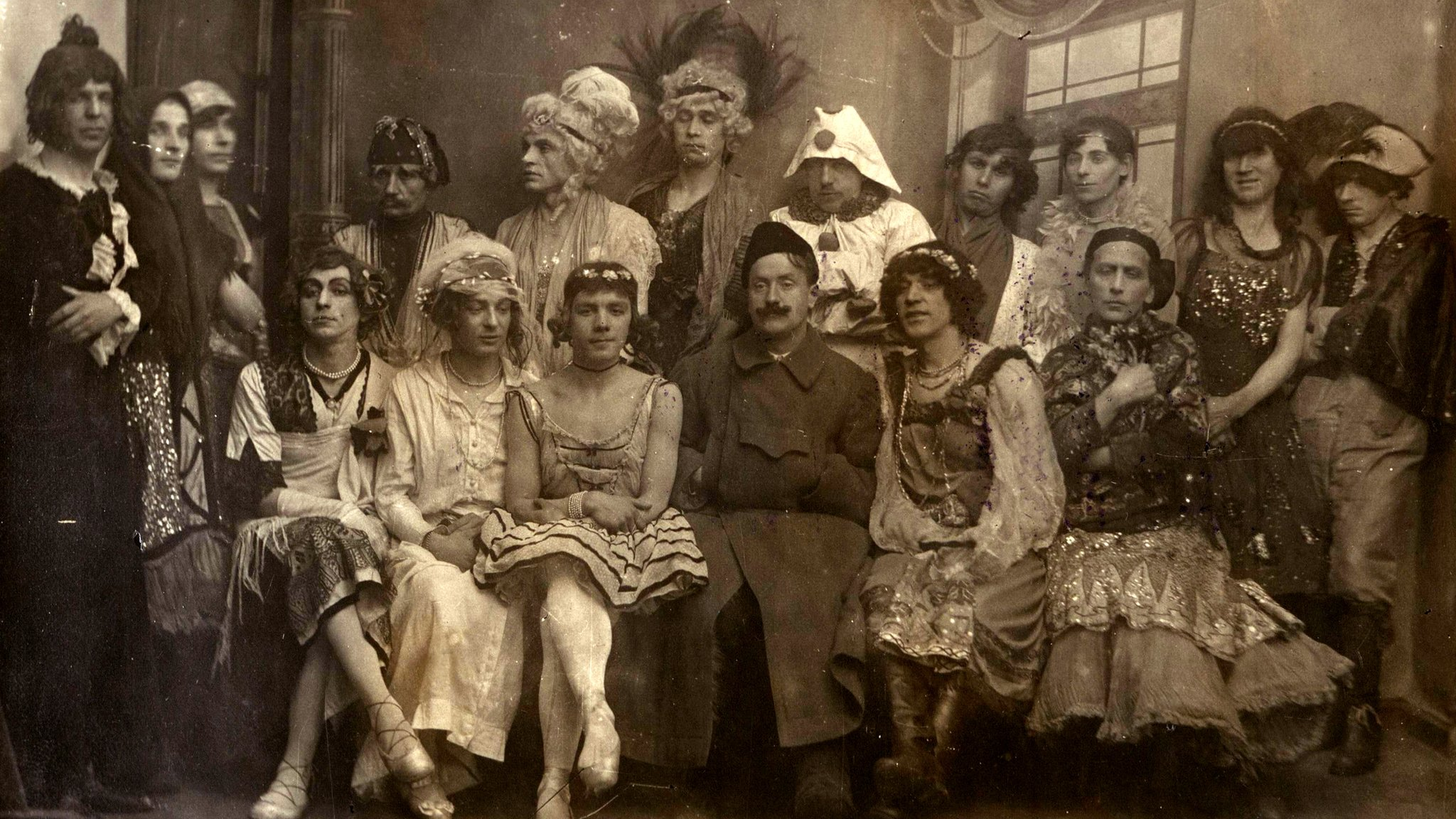
Bal des travestis, Russie, 1921.

Au cours du XIXe siècle et au début du XXe siècle se déroulent en Europe et en Amérique des bals des travestis (en) ; ce sont des évènements centraux de la vie gaie et lesbienne de l'époque, où les participants se travestissent.
D'abord clandestins, ils attirent de plus en plus de touristes, au point d'évoluer en véritables spectacles, les drag shows ou spectacles de drag, effectués par des artistes spécialisés, appelés drag king ou drag queen.
De nombreux spectacles de drag mettent en scène des artistes chantant ou doublant (lip sync) des chansons tout en effectuant une pantomime ou une danse préparée. Les interprètes portent souvent des costumes ou un maquillage élaboré, et s'habillent parfois de façon à imiter diverses personnalités de la chanson ou du show bizz de genre opposé. Certaines performances sont centrées autour de la thématique drag, comme Southern Decadence où la majorité des festivités sont dirigées par les Grand Marshals (grand maréchaux) qui sont traditionnellement des drag-queens.
Aux États-Unis et au Mexique émerge de la culture cabaret la culture drag, avec ses drag queens et drag kings. C'est en particulier l'aspect ironique au service de propos politiques qui se transmet du cabaret au drag.

## Pratiques culturelles

### Sociabilités

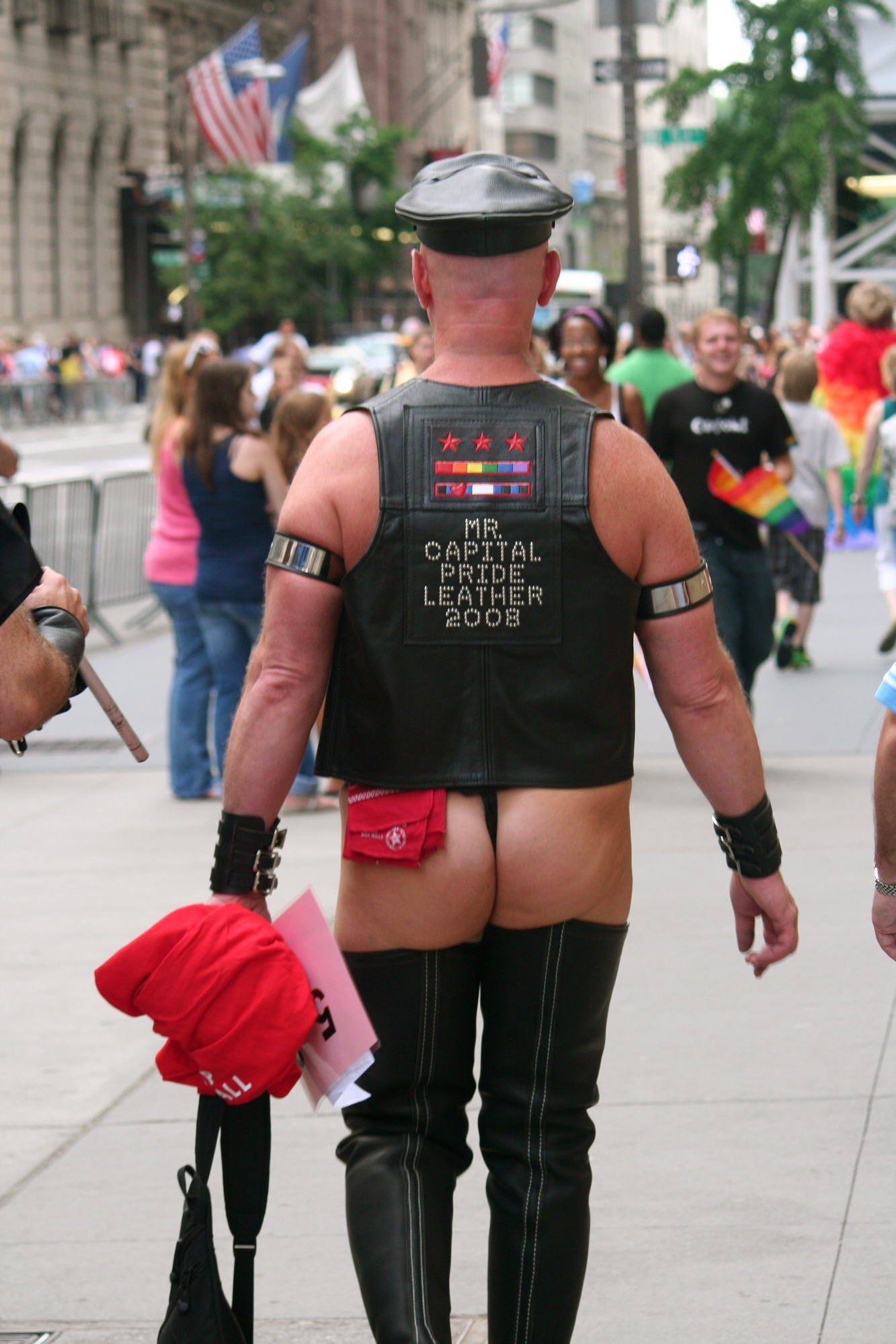
Homme de la communauté cuir à la marche des fiertés de New York 2009 portant le code foulard.

#### Cruising
L'une des formes les plus anciennes de la sociabilité et de la drague gay est le cruising, c'est-à-dire la recherche de partenaires sexuels occasionnels. D'abord présente dans les lieux publics (jardins publics en particulier autour des quais, pissotières, plages, aires d'autoroute) mais aussi privés (salles de spectacles, saunas). Dans un souci d'efficacité, des codes sont utilisés pour communiquer simplement les pratiques sexuelles désirées, tels que le code foulard.

#### Bars
Dès le XVIIIe siècle apparaissent à Londres et Paris les premières formes du bar gay sous la forme de tavernes fréquentées par des hommes cherchant des relations sexuelles avec d'autres hommes. Des bars gays et des bars lesbiens, identifiés comme tels, ouvrent en Amérique et Europe tout au long du XXe siècle ; ces bars sont les piliers à la fois de la sociabilité, de la culture et du militantisme LGBT. Ils font aussi l'objet d'une forte répression policière, dont l'une, en 1969 à New York, aboutit à une révolte de sa clientèle, les émeutes de Stonewall.
Au cours du XXIe siècle, leur importance périclite, concurrencés par internet,.

#### Clubbing

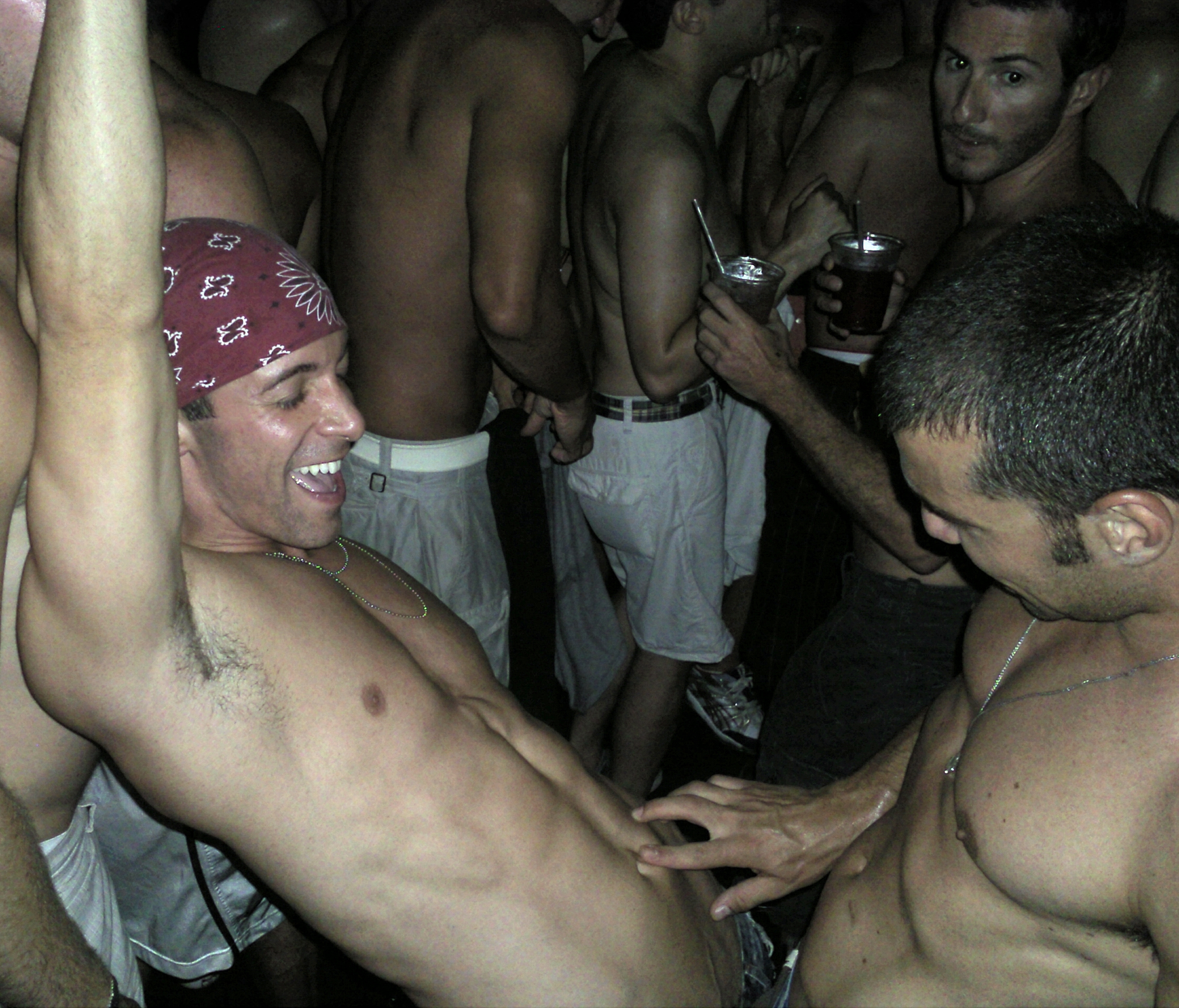
Club gay de Fire Island, États-Unis, en 2010

Le journaliste et DJ Patrick Thévenin fait remonter les origines du clubbing gay à New York dans le début des années 1970 : à la suite des émeutes de Stonewall, la communauté gay et Noire de la ville se retrouve dans deux clubs, le Loft et le Paradise Garage, clubs spécialisés respectivement dans le disco et le garage.
Bouleversement ensuite au cours des années 1980, où l'épidémie de Sida décime la communauté gay, contraignant le Paradise Garage à la fermeture ; mais c'est en parallèle l'époque de l'ouverture du Sound Factory, fréquenté par des gays Noirs et Latinos et temple des club kids, du voguing et des drag queens.

#### Petites annonces
Les petites annonces permettent de rompre l'isolement et l'invisibilité de l'homosexualité avec une économie de moyens. Si, dès les années 1970, en France, des magazines généralistes, en particulier Libération et le Nouvel Observateur, publient des annonces de rencontre homosexuelle, ce sont surtout les magazines LGBT, en particulier Lesbia Magazine et Gai Pied, qui donnent aux petites annonces gaies et lesbiennes leur heure de gloire,. Dans Lesbia, celles-ci, concernent essentiellement des propositions de rencontre amoureuse, amicale ou de services. Ces annonces sont révélatrices des exclusions existantes : pour les gays, cela vise souvent les folles, les efféminés, les pratiquants du SM, les barbus et les moustachus ; pour les lesbiennes, les alcooliques, les dépressives et les bisexuelles,.
L'importance des petites annonces baisse drastiquement avec l'arrivée du minitel puis d'internet.

#### Minitel
En France, dans les années 1980 et 1990 se développe le minitel, un réseau télématique proche d'internet. Lorsqu'un service de messagerie se met en place sur ce réseau, de nombreux gays le rejoignent, y voyant une occasion unique de drague alliant confidentialité, rapidité, multiplicité des contacts possibles et rupture de l'isolement. Afin d'éviter la concurrence avec la presse papier, il est décidé en 1985 que seuls les services de presse, c'est-à-dire possédant un numéro de commission paritaire. Les journaux Homophonies, Samouraï et GI font des partenariats avec des sociétés de service cherchant à développer une activité sur minitel, tandis que Gai Pied se lance en interne sur le réseau. Le business model varie grandement entre les publications : pour Gai Pied, et encore plus pour Gaie France, le minitel est le service rentable permettant d'éditer à presse ; pour d'autres, tels qu'Homophonies, les procès liés à la présence sur le réseau télématique se révèlent un gouffre financier ; enfin, des services vont jusqu'à créer des magazines à très faible tirage à seule fin de conserver leur numéro de commission paritaire.
La drague gay devient l'un des services les plus répandus du minitel, au point que les messageries de drague hétérosexuelle se retrouvent en minorité et se retrouvent obligées de se définir spécifiquement comme hétéros. Ce succès s'accompagne d'une forte présence publicitaire, par affiche et presse, qui banalise les termes d'« homo » ou de gay auprès du grand public.
Pour les lesbiennes, la situation est plus complexe : si une association communautaire, les goudous télématiques, voit le jour en 1985, la forte présence d'hommes hétérosexuels fétichisant le lesbianisme faire fuir les lesbiennes des réseaux de rencontre.
Enfin, outre la drague, le minitel est aussi un réseau de travail du sexe, surnommé le minitel rose ; il s'y développe notamment des réseaux de prostitution de femmes trans.

#### Internet
Dans les années 2020, internet joue un rôle central pour la communauté LGBTQ+, en particulier la jeunesse ; ainsi, les jeunes LGBTQ+ américains passent en moyenne 45 minutes de plus par jour en ligne que les autres, et ils sont 50% à entretenir une amitié en ligne, contre 19% pour les autres. Si près des deux tiers utilisent internet pour se connecter à d'autres personnes LGBTQ+ et qu'internet est vu pour la majorité d'entre eux comme un espace où il est possible d'être soi-même, ils sont aussi un tiers à y subir du cyberharcèlement, avec une proportion encore plus fortes pour les jeunes trans ou racisés.

### Ball culture
La ball culture en français : « culture ball », le système des maisons et d'autres termes associés décrivent un phénomène de sous-culture LGBT présent principalement aux États-Unis dans lesquels des personnes « marchent » (c'est-à-dire entrent en compétition) pour un trophée et des prix lors d'événements désignés comme des « bals ». Les compétitions peuvent inclure de la danse, ou des catégories drag imitant d'autres genres et classes sociales. La plupart des personnes participant à la culture du bal appartiennent à des groupes structurés en « maisons » (house en anglais),. Ces balls, qui ont vu le jour à Harlem dans les années 1960, sont les héritiers des bals des travestis.

### Sport

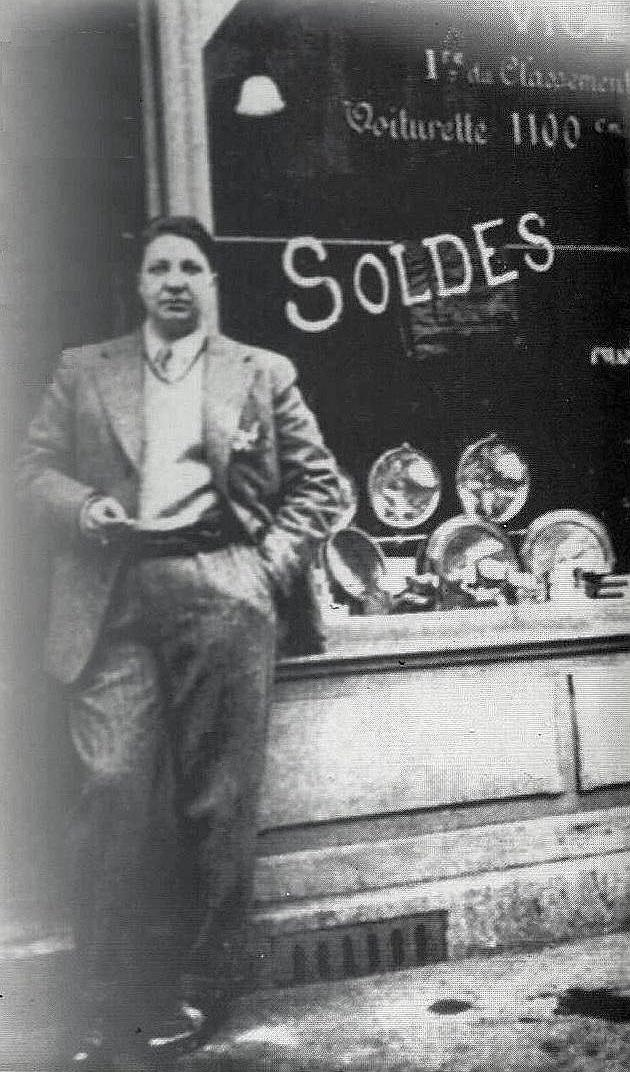
Violette Morris en 1928, devant son magasin d'accessoires automobile parisien.

Violette Morris est l'une des premières sportives ouvertement lesbiennes, active dans les années 1910 à 1930 en athlétisme, natation, football, vélo et sport automobile. La fédération française sportive féminine refuse son inscription aux jeux olympiques d'été de 1928, alors qu'elle était alors favorite pour les épreuves féminines d'athlétisme, en raison de son lesbianisme et de ses vêtements masculins. En 1930, elle effectue une mastectomie afin de ne plus être gênée par ses seins en conduisant. Elle participe aux jeux olympiques d'été de 1936. D'après Raymond Ruffin, elle y est approchée par les dignitaires du nazisme, mais d'autres réfutent cette thèse ; elle devient toutefois une espionne à leur service durant la seconde guerre mondiale.
À la fin des années 1970, le joueur de baseball américain Glenn Burke fait son coming-out ; la direction de son club, les Dodgers lui offre 75 000$ pour se marier, ce qu'il refuse. Il met fin à sa carrière à 27 ans, ne supportant plus la pression homophobe.
Plusieurs coming-out lesbiens ont lieu dans le tennis féminin au début des années 1980. D'abord Billie Jean King, outée par une de ses ex : elle y perd près de 2 millions de dollar de revenus mais y gagne en notoriété. Puis Martina Navratilova révèle son lesbianisme en interview ; elle devient une véritable icône lesbienne, les femmes homosexuelles d'Europe venant en masse assister à ses matchs.

### Jeux vidéo
Les normes sociales dans l'univers du jeu vidéo diffèrent grandement d'un jeu à l'autre ; si l'ambiance peut être globalement très conservatrice et homophobe, que ce soit entre joueurs ou envers des streameurs, il existe aussi des jeux, tels que Splatoon 3, où les joueurs et joueuses sont majoritairement queers. Globalement, selon le streameur gay Newtiteuf, les jeux mignons et ne nécessitant pas de grosses interactions avec les autres joueurs, tels qu'Animal Crossing, vont être investis par le public LGBT, alors que les jeux populaires et compétitifs, tels que FIFA ou Call of Duty, encouragent la colère et l'irrespect, et donc les insultes, dont une bonne partie sont homophobes. Cette ambiance amène les joueurs LGBT soit à quitter la partie, soit à ignorer les autres joueurs, en coupant le tchat ou l'audio du jeu. Cette ambiance se retrouve aussi dans les forums de discussion autour des jeux vidéos. En revanche, la modération de la plateforme de streaming Twitch est saluée pour sa capacité à lutter concrètement contre le harcèlement, ce qui a permis à l'association francophone Next Gaymer d'organiser un marathon de stream en faveur de l'association SOS Homophobie.
Dans l'histoire du jeu vidéo, les contenus LGBT ont fait l'objet de contrôles et de régulations, illustrant généralement l'hétérosexisme, selon lequel l'hétérosexualité est normalisée, alors que l'homosexualité est sujette à de nouvelles censures ou ridiculisée. Les compagnies Nintendo, Sega et Maxis ont régulé le contenu des jeux afin d'atténuer ou d'effacer le contenu de thème LGBT,,,. Parfois, ce sont les personnages non joués qui sont homosexuels.
Parmi les jeux, ceux de simulation de vie proposent souvent la possibilité de créer des couples homosexuels aussi bien qu'hétérosexuels, et un personnage peut également être bisexuel ; un exemple de jeu de la sorte est Les Sims.
L'orientation et l'identité sexuelles ont eu un rôle important dans certains jeux vidéo, qui sont en voie d'accorder une meilleure visibilité aux identités LGBT,,. Sur le blog d'Ubisoft, Lucien Scoulband, scénariste du jeu Far Cry 3: Blood Dragon et ouvertement homosexuel, a déclaré que les personnages ouvertement gays ou lesbiens n'apparaissaient dans les jeux vidéo que sous la forme de personnages optionnels, ou qui auraient été créés par choix du joueur, comme dans les jeux Mass Effect et Dragon Age ; le jeu Dragon Age : Inquisition (2013) propose le personnage de Cremisius Aclassi, transexuel, traité avec dignité. Une évolution se produit depuis plusieurs années et certains jeux offrent davantage de possibilités de représentations non dégradantes de personnages LGBTQI+ ; certains jeux indépendants sont notamment vecteurs de nouvelles représentations,.

### Événements

#### Journée de visibilité

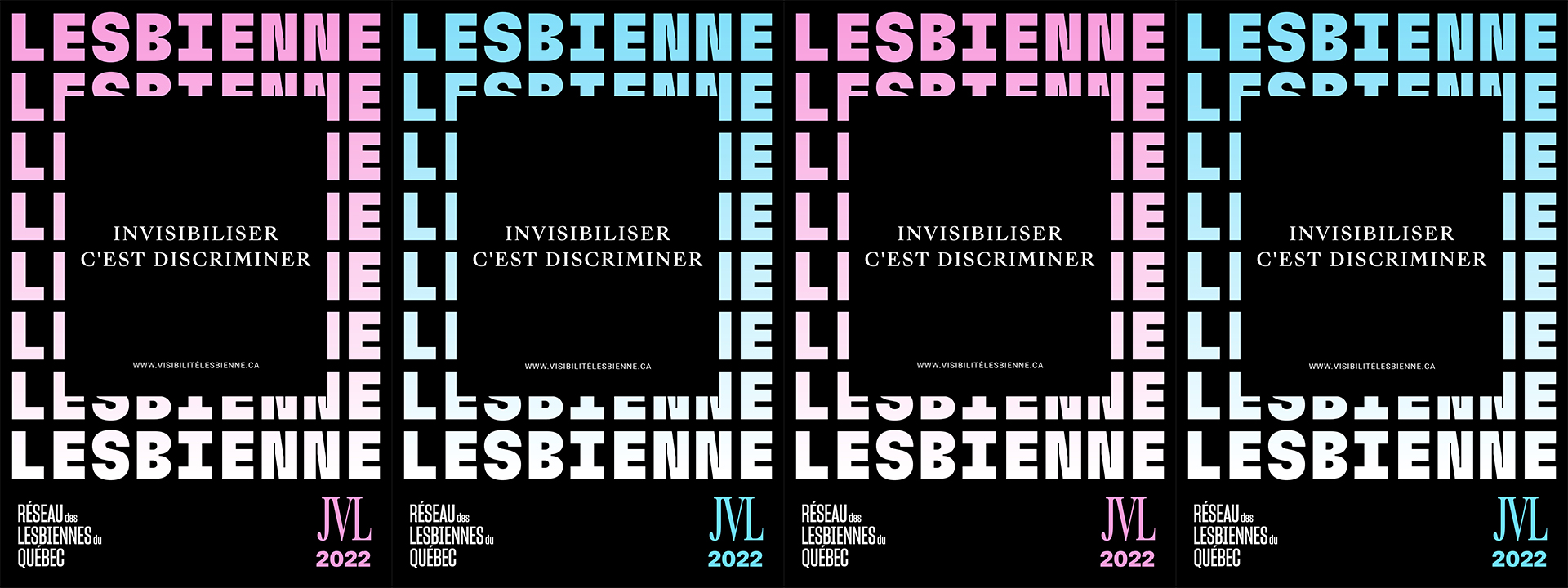
Campagne Invisibiliser c'est discriminer lancée en 2022 à l'occasion des 40 ans de la journée de visibilité lesbienne au Canada.

En 1982 a lieu la première journée de visibilité lesbienne au Canada à Vancouver, Calgary, Montréal et Toronto. La visibilité, d'abord pensée comme une manière dont les différents groupes lesbiens militants peuvent échanger, prend un sens plus politique au fil des années 1980, permettant d'être à la fois outil permettant le coming in, moyen d'action pour toucher les lesbiennes isolées, et technique de lutte contre l'effacement des lesbiennes. Le Canada est alors le seul pays à organiser une journée de visibilité lesbienne, avant une interruption entre 1992 et 2005.
Parallèlement se développe à la fin des années 1990 un renouveau du militantisme LGBT via la visibilité : une journée de la visibilité lesbienne est ainsi créée le 26 août 1996 au Brésil, et cette date devient celle de la majorité des journées de la visibilité lesbienne dans le monde,.
En 1999 est créé aux États-Unis la journée de la bisexualité, avec pour objectif de lutter contre l'occultation de la bisexualité. 4 ans plus tard a lieu la première journée de la visibilité intersexe, à l'origine plutôt pensée comme évènement militant en faveur des droits des personnes intersexes, pour ensuite se diversifier et participer à la visibilisation des parcours de vie intersexes,.
Enfin est créé en 2009 la journée internationale de visibilité transgenre ; ici, le but n'est pas uniquement de rendre visible la transidentité, mais plutôt de mettre en avant une partie de l'expérience trans qui était alors invisible : en effet, le seul évènement spécifiquement trans qui existait jusqu'alors, la journée du souvenir trans, créée en 1999, parle uniquement de la violence transphobe et plus particulièrement d'assassinats ; le but de la journée de visibilité transgenre est au contraire de parler des expériences positives liées à la transidentité.

#### Marche des fiertés

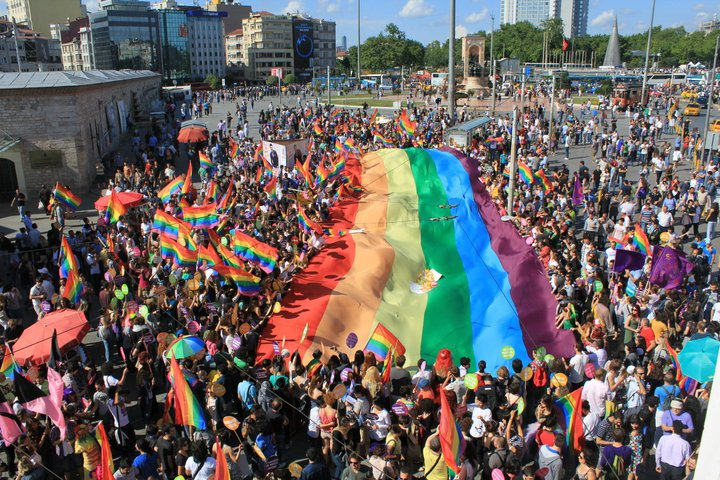
Marche des fiertés d'Istanbul de 2011 à la place Taksim.

À la suite des émeutes de Stonewall, quatre marches des fiertés sont organisées en 1970 à New York, San Francisco et Chicago et Los Angeles ; ces manifestations commémorent la révolte des clientes et clients du Stonewall Inn face aux harcèlement policier et sont porteuses de visibilité, de fierté, de joie et de revendication politique pour le mouvement LGBT. C'est cette joie qui fait de la marche des fiertés un évènement festif, plein de danse et de ce qu'Anne et Marine Rambach nomment la « réjouissante obsénité d'être heureux quand on est discriminé ». De quelques centaines de participants à l'origine, ces marches, qui se propagent dans de nombreux pays réunissent de plus en plus de monde, au point de parfois devenir le plus grand évènement politique et culturel de leur pays, comme peut l'être la marche des fiertés de Reykjavik pour l'Islande.
Évènement principal de la culture et de la militance LGBT, la marche des fiertés est aussi l'objet de débats, parfois virulents, au sein de la communauté LGBT, portant notamment sur la présence du travestissement, de la nudité et des tenues cuir, de policiers défilant en uniforme, de personnalités politiques, de marques commerciales en particulier d'alcool ou de companies aériennes exécutant des reconduites à la frontières de personnes LGBT, mais aussi sur l'ambiance de la marche, jugée trop festive, trop commerciale, ou trop militante.

#### Concours de beauté

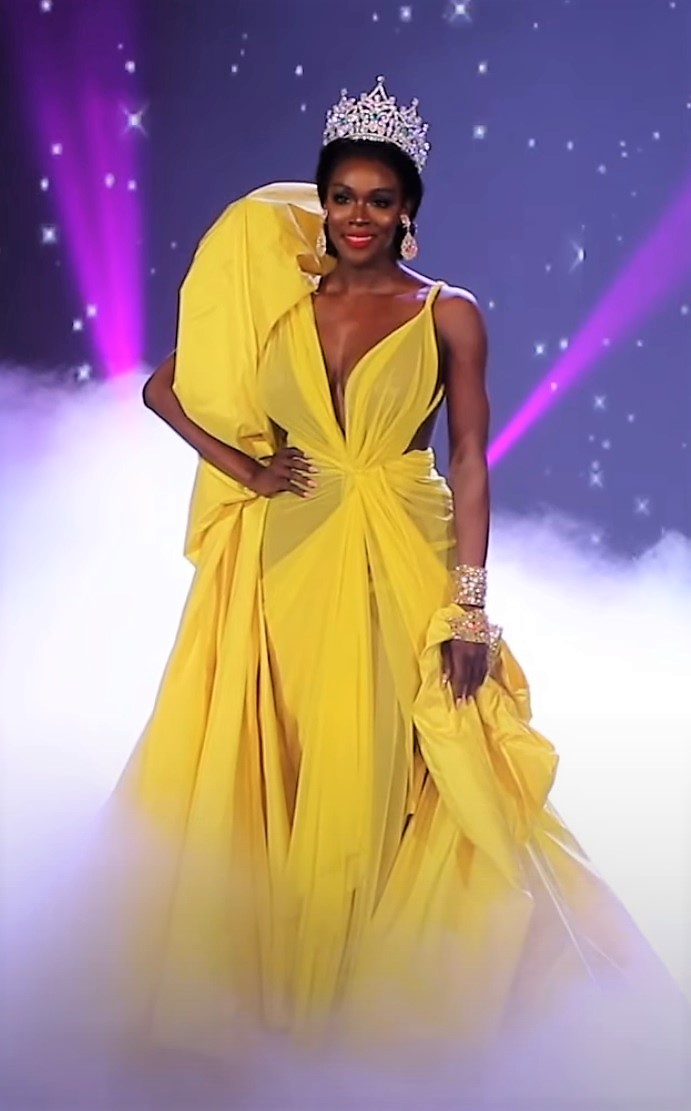
Jazell Barbie Royale, gagnante en 2016 du concours de beauté pour drag queens et, en 2019, de, concours pour femmes trans.

Il existe de nombreux concours de beauté LGBT, avec chacun des règles spécifiques concernant qui peut y concourir : Mister Gay Monde, pour les hommes homosexuels, et visant spécifiquement ceux prêt à s'engager médiatiquement pour les droits LGBT ; de nombreux concours de beauté drag (en), très majoritairement pour drag queens mais aussi pour drag kings - ces concours pouvant parfois avoir des règles spécifiques interdisant aux personnes trans d'y participer ; des concours spécifiquement pour les personnes trans, tels que Miss International Queen (en) pour les femmes ; enfin, des concours spécifiques à certaines sous-cultures , tels que la communauté queer, avec International Mr. Leather (en) et International Ms. Leather (en).

### Tourisme
Le tourisme gay prend plusieurs formes : historiquement, il s'agit de lieux de vacances spécifiquement investis par les personnes LGBT, en particulier les hommes gays, notamment pour y faire des rencontres ; c'est ainsi le cas des plages homosexuelles, qui existent dès le XIXe siècle.
Au cours des années 1990 se développe une offre touristique de niche visant spécifiquement les personnes LGBT, en particulier des croisières (en), des hôtels ou des clubs de vacances : outre les rencontres, ces lieux et services visent avant tout à assurer la sécurité de leurs clientes et clients.
Enfin, le tourisme LGBT devient une stratégie assumée par des offices du tourisme de villes, régions et pays : la ville de Paris publie ainsi son guide du Paris LGBTQI, tandis que la marche des fiertés de Reykjavik est le plus grand évènement touristique d'Islande.

## Aspects

### Un message codé à déchiffrer

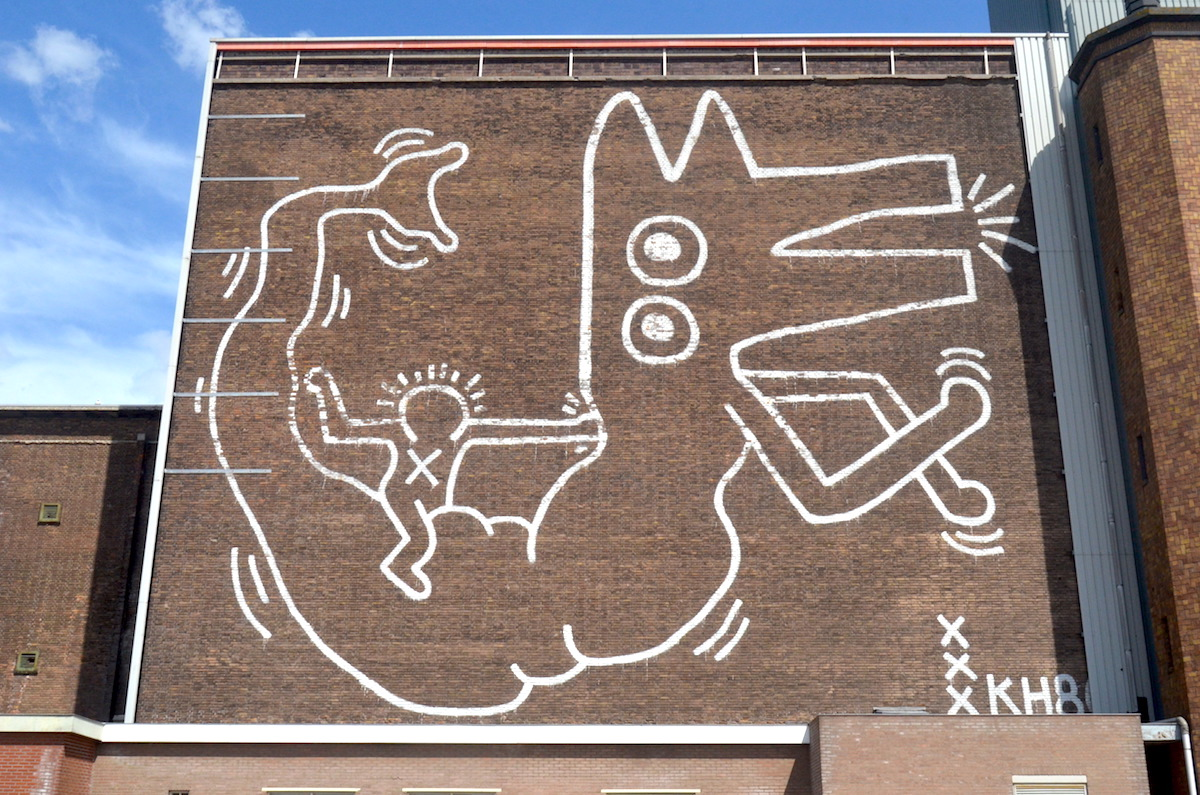
Fresque de Keith Haring, Amsterdam.

Dans les sociétés et les époques homophobes, l'art n'explicite pas les relations homosexuelles, mais les offre comme une lecture possible.
Ainsi, les plasticiens Robert Rauschenberg et Jasper Johns, au moment où ils étaient ensemble, laissaient dans leurs œuvres des messages codés représentant l'homosexualité, déchiffrables uniquement par un public averti. Cette pratique est illustrée dans le film Portrait de la jeune fille en feu, où Héloïse commande un portrait où elle utilise son doigt comme marque-page du livre qu'elle tient, représentation codée de sa liaison avec Camille. La peintre Romaine Brooks utilise une technique similaire, en reprenant les codes visuels du dandy pour proposer des portraits valorisant de lesbiennes et du lesbianisme.
Une autre forme de message codé, pour l'historienne de l'art lesbienne Élisabeth Lebovici, consiste en l'utilisation, par Jean Cocteau et Keith Haring, de la figuration à une époque où l'abstraction est le langage artistique dominant ; il s'agit selon elle d'une manière de représenter la marginalité accompagnant l'expérience homosexuelle.
C'est aussi le cas dans la littérature LGBT d'Afrique francophone de la fin du 20ème et du début du XXIe siècle : dans Lalana, l'écrivaine malgache Michèle Rakotoson raconte l'histoire d'un adolescent homosexuel mourant du sida et de son ami, et joue sur l'ambiguité du terme « ami » pour laisser la possibilité d'une lecture romantique de leur relation à l'appréciation du lecteur. Dans C'est le soleil qui m'a brûlée, l'autrice camerounaise Calixthe Beyala passe par la réincarnation d'un homme mort en une femme pour donner à lire une relation possiblement lesbienne.
Le décodage des allusions semées dans les écrits littéraires est une activité de sociabilité homosexuelle des classes supérieures en elle-même : Frédéric Martel cite en exemple Henri de Montherlant qui, lorsqu'il parle de « cueilleuses de branches » dans ses romans, idésigne en réalité des jeunes hommes arabes.

### Rapport à l'humour
L'artiste et professeur d'études cinématographiques queer Joëlle Rouleau note que le rapport à l'humour est complexe pour les personnes queers ; elle cite notamment le paradoxe de la très forte dimension humoristique et d'autodérision qui est intégrante aux spectacles de drag, et, en même temps, l'éloignement des personnes queers et en particulier lesbienne du public de stand-up.

### Styles

#### Kitsch
Le sociologue de l'art Pascal Le Brun-Cordier analyse un double lien entre la culture LGBT et le kitsch. D'une part, une appréciation au premier degré, en particulier dans le phénomène des icônes gays, dans la romance à l'eau de rose et dans certaines imageries pornographiques et érotiques ; cette appréciation relève de la fonction de la culture LGBT comme construction d'un monde idéalisé, sans négativité et en particulier sans LGBTphobies. De l'autre, le kitsch est aussi apprécié au second degré, avec une dimension ludique et ironique, par le détournement et l'appropriation de la ringardise, du mauvais goût et de la culture populaire.
Ces deux dimensions peuvent cohabiter dans les mêmes productions culturelles, par exemple dans l'esthétique des photographies de Pierre et Gilles, les films Flaming Creatures de Jack Smith, Pink Narcissus de James Bidgood, Querelle de Rainer Werner Fassbinder, Priscilla, folle du désert Stephan Elliott, Ma vie en rose d'Alain Berliner et, plus généralement, les filmographies d'Almodovar, de John Waters et de Philippe Barassat, mais aussi dans les évènements culturels, tels que les tournées d'ex-vedettes dans les bars et clubs queers où le plaisir nostalgique, premier degré, se mêle à la distanciation ironique d'une situation apparaissant comme ridicule.
Le Brun-Cordier analyse ce jeu avec le bon goût par la position particulière du sujet LGBT, qui fait l'expérience, par son existence-même, que les normes sociales de l'hétérosexualité et de la cisidentité ne sont pas naturelles mais relatives ; dès lors, la sensibilité à la déconstruction des normes se retrouve dans d'autres domaines, c'est-à-dire, pour le kitsch, des normes esthétiques et de bon goût.

### Esthétiques

#### LaGrèce antique
Comme pour la littérature, les arts plastiques LGBT se réapproprient des esthétiques anciennes afin d'en enrichir le sens : ainsi, les photographes Pierre et Gilles utilisent les canons de la Grèce antique, les réappropriant dans une esthétique homosexuelle. Dans le Paris de la Belle-Époque, Natalie Clifford Barney organise des fêtes lesbiennes où les participantes se vêtent de toges pour imiter Sappho.

#### Saint-Sébastien

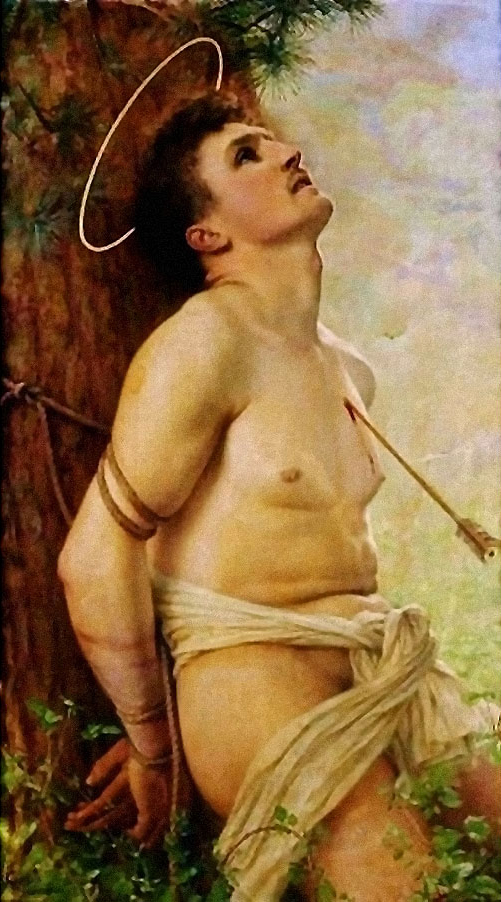
Saint-Sébastien par Gustave Courtois. Le modèle est Carl Ernst von Stetten, compagnon du peintre.

Le martyre de saint Sébastien est l'un des premiers motifs de la culture gaie occidentale : véritable icône homosexuelle, le saint incarne dans l'histoire de l'art l'association de la beauté, de la jeunesse et de la liberté avec le châtiment et la faute, cette association, avec l'opportunité de représenter un corps masculin dénudé, résonnant avec l'expérience homosexuelle.

#### L'esthétique virile
Dans les années 1980 se cristallise une esthétique gay dominante : un homme musclé âgé de 25 à 40 ans, portant un jean Levi's 501, une boucle d'oreille à droite, un t-shirt moulant ou un marcel blanc et des rangers. Cette esthétique découle en partie des représentations de Tom of Finland, mais surtout de Fire Island, des photographies de Pierre et Gilles ou Bruce Weber et des films pornographiques, en particulier les tenues de l'acteur Jeff Stryker ou des productions des studios Falcon.
Cette esthétique, critiquée dès son émergence, diffère de l'esthétique de l'artiste finnois dans le sens où elle ne coexiste plus avec d'autres représentations de l'homosexuel, mais les écrase et marginalise.

#### la réhabilitation d'arts décriés car populaires ou pornographiques
La seconde moitié du XXe siècle voit le passage d’œuvres pornographiques gay du statut honteux à la valorisation officielle et muséale : cela peut se faire sans volonté particulière de l'artiste, comme c'est le cas pour les dessins de Tom of Finland, ou par un travail conscient et revendiqué des artistes, comme l'esthétisation des pratiques sado-masochistes dans les photographies de Robert Mapplethorpe ou les sculptures de Jean-Michel Othoniel.
La situation est plus complexe pour les pornographies lesbiennes et transgenre, car la grande majorité des productions sont destinés à un public masculin, cisgenre et hétérosexuel, et non pas aux principales intéressées. Il existe toutefois des productions par les personnes LGBT pour les personnes LGBT, telles que celles de Tristan Taormino ou Buck Angel.

## Cultures spécifiques

### Tribus et identité

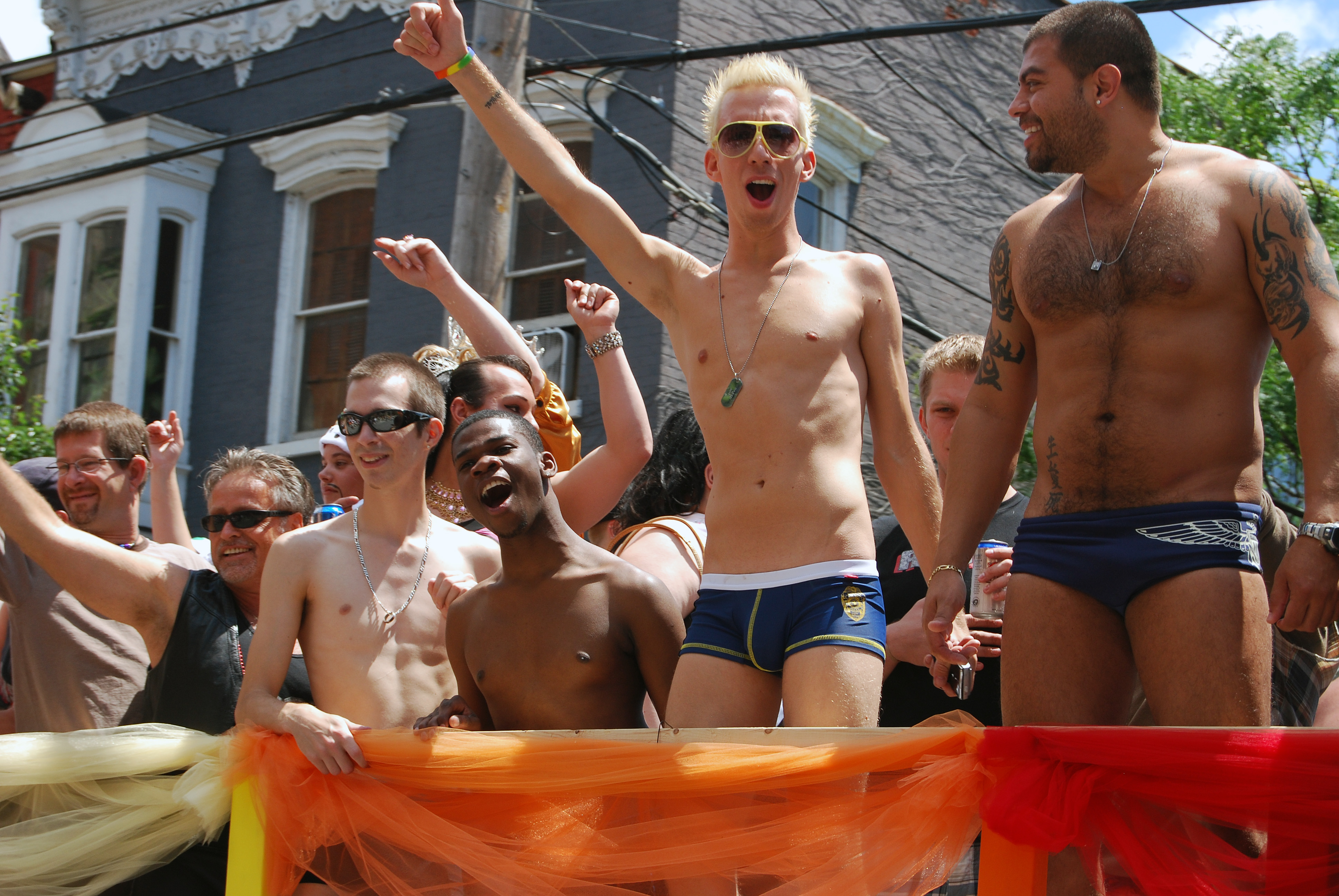
Lors de cette marche des fiertés en 2009 à New York, le jeune homme blond du milieu peut être considéré comme un twink, à la différence de l'homme à sa droite, plus âgé, corpulent et poilu, plus proche du bear.

Plusieurs sous-groupes ou sous-cultures, dites « tribu »  existent, tels les twinks, les ours, les loutres, etc.. Ces sous-cultures se basent souvent sur l'apparence physique ; ainsi les twinks sont jeunes, minces, imberbes et considérés comme beaux,, quand les bears sont davantage caractérisés comme étant en surpoids et fort velus, mais elles peuvent aussi reposer sur la masculinité ou le degré de sex appeal de leurs membres. Nombre d'entre elles se basent sur un vocabulaire animalier.
Tous les homosexuels ne se reconnaissent pas, ou ne se revendiquent pas nécessairement, d'une tribu.
Chez les lesbiennes, on parle moins de tribu que d'identité ou de rôle, dont les plus fréquentes sont les butch et les fem.

### Culture lesbienne
La culture lesbienne est la culture partagée par les lesbiennes et les personnes dont les expériences de vie sont proches de celles des lesbiennes. Elle est caractérisée par un échappement au regard masculin, en particulier dans la littérature, à la lutte contre l'invisibilisation des lesbiennes et à des échanges avec la culture LGBT.

## Fonctions

### Combler le défaut mythologique
Pour Anne et Marine Rambach, la fonction de la culture gaie et lesbienne est de combler le vide laissé par le manque de modèles que peuvent avoir les homosexuels, en particulier dans l'enfance. Elles citent notamment, dans la culture LGBT française, l'invocation d'ailleurs mythifiées, qui seraient forcément meilleurs que ce qui se passe en France, tels que San Francisco, Miami et sa White Party, Amsterdam et sa tolérance, la Thaïlande et son acceptation de la transidentité, Londres, ou New York.

### Le refuge secret

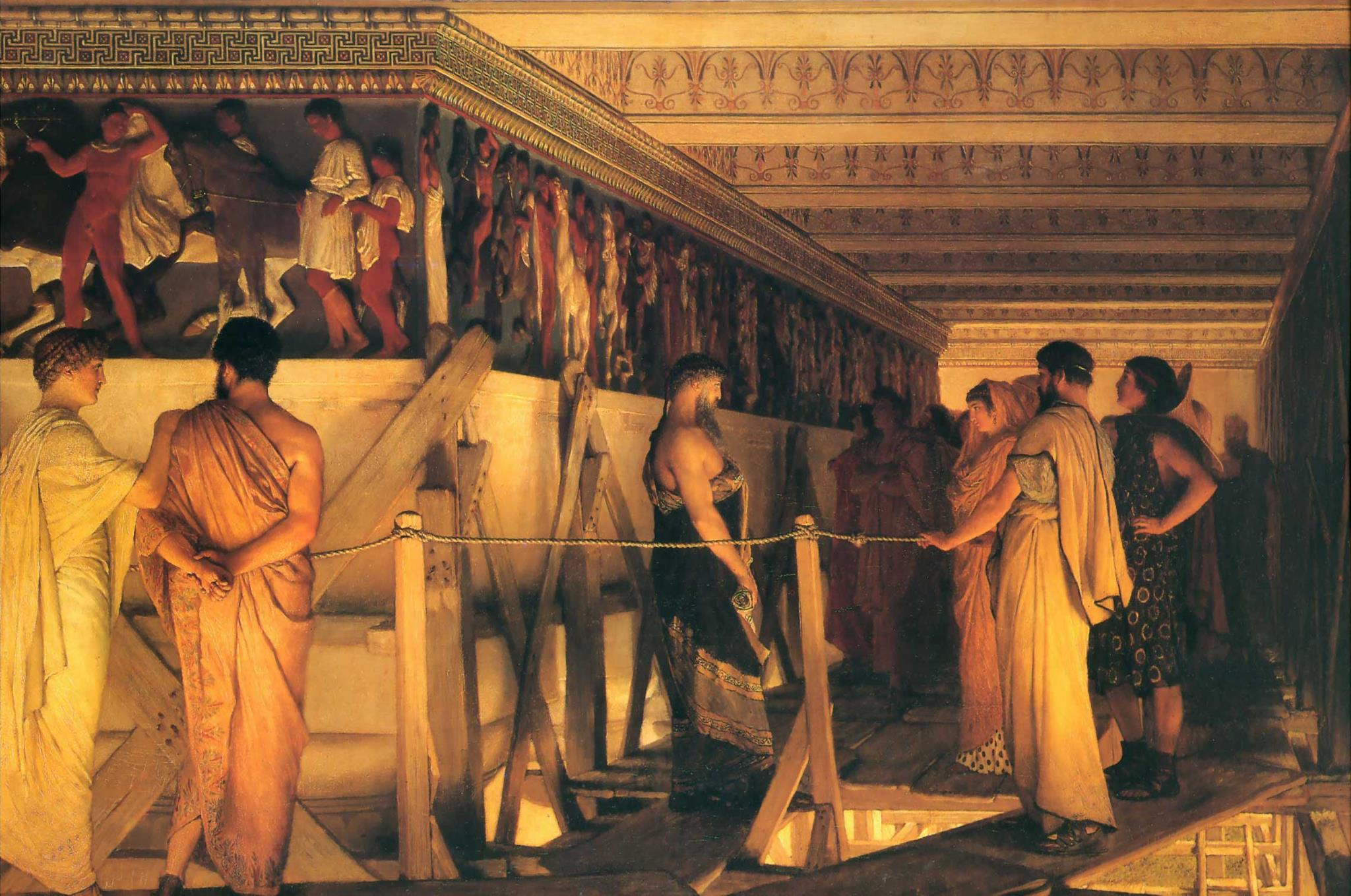
Phidias montrant la frise du Parthénon à ses amis, peinture de 1868 par Lawrence Alma-Tadema conservée à la Birmingham Museum and Art Gallery. Pour Frédéric Martel, cette peinture peut représenter un couple homosexuel.

Pour Frédéric Martel, la culture homosexuelle a d'abord comme fonction de donner à voir et à exister l'histoire secrète de l'homosexualité, l'art permettant d'exprimer de montrer ce que la société rend invisible. En effet, durant toute la première moitié du XXe siècle, les cercles militants et de socialité homosexuelle sont aussi des cercles littéraires tels que le salon parisien de l'écrivaine lesbienne Natalie Clifford Barney ou le groupe de Magnus Hirschfeld.

## Symboles

### Drapeaux
Il y a tout d'abord la réappropriation militante des symboles utilisés comme les homosexuels par le système de marquage nazi des prisonniers, en particulier le triangle rose pour les hommes homosexuels et le triangle noir des « asociaux » qui pouvait marquer à la fois les gays et les lesbiennes.
La seconde catégorie correspond au drapeau LGBT ou drapeau arc-en-ciel, qui représente l'ensemble de la communauté LGBT+. Celui-ci évolue tout du long des XXe et XXIe siècles afin d'inclure plus explicitement les sous-communautés les plus marginalisées au sein des LGBT+.

Différentes versions du drapeau arc-en-ciel LGBT
Design original de Gilbert Baker, 1978.
Redesign de 1979, le plus commun.
Version créée en 2017 par l'entreprise de marketing Tierney à la demande de la ville de Philadelphie afin de valoriser les communautés afro-américaines LGBT.
Version de 2018 créée par le designer Daniel Quasar reprenant les couleurs du drapeau de Philadelphie ainsi que celles du drapeau trans.
Création de 2021 du militant intersexe Valentino Vecchietti, qui ajoute le symbole intersexe au drapeau de Daniel Quasar.

Enfin, chaque communauté et/ou sous-culture développe ses propres symboles, qui peuvent être des drapeaux, mais aussi des fleurs, telles que les violettes pour les lesbiennes et bisexuelles, ou des représentations figuratives ou stylisées, tels que deux symboles de mars enlacés pour les gays ou la labrys pour les lesbiennes. Comme pour le drapeau arc-en-ciel, les drapeaux spécifiques peuvent évoluer avec le temps.

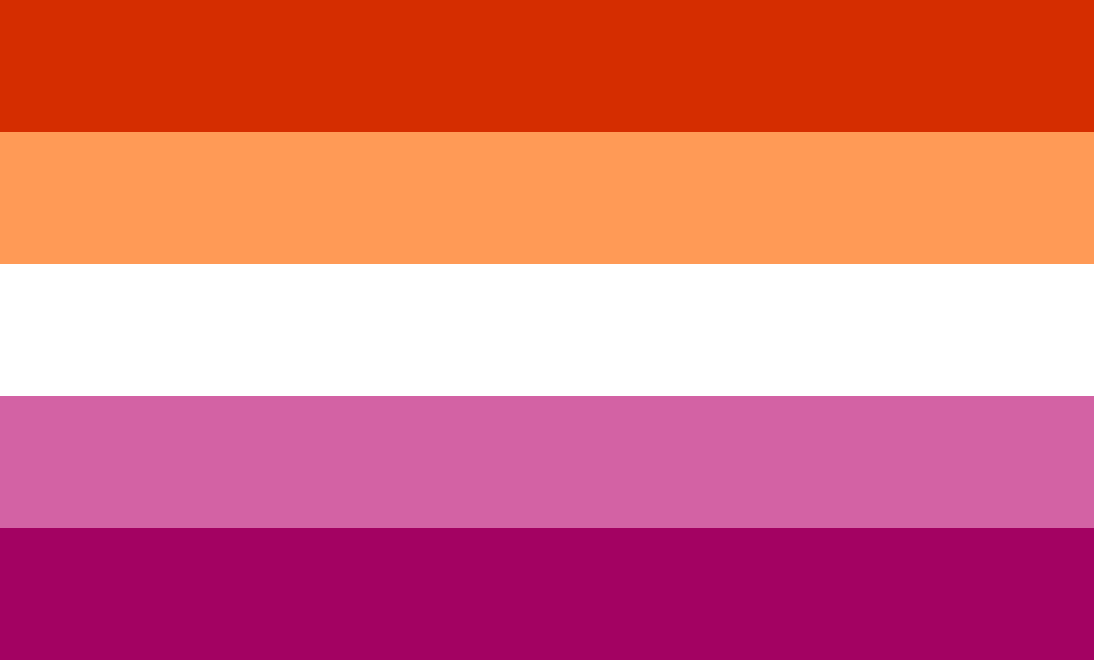
Drapeau lesbien créé en 2018.
Drapeau lesbien utilisé dans les années 1990 et 2000.
Drapeau bisexuel.
Un des drapeau trans.
Drapeau intersexe.
Drapeau bear.
Drapeau de la fierté non-binaire.
Drapeau de la fierté asexuelle.

Ces symboles peuvent être utilisés dans des marches des fiertés, mais aussi en devanture de commerces ou intégrés à la tenue vestimentaire. L'utilisation de couleurs du drapeau peut être utilisé dans les œuvres audiovisuelles pour indiquer l'orientation sexuelle d'un personnage : ainsi dans les séries télévisées Crazy ex-Girlfriend et Loki, les coming-out bisexuels se font dans un éclairage bleu, violet et rose, aussi appelé bisexual lighting.

### Couleurs

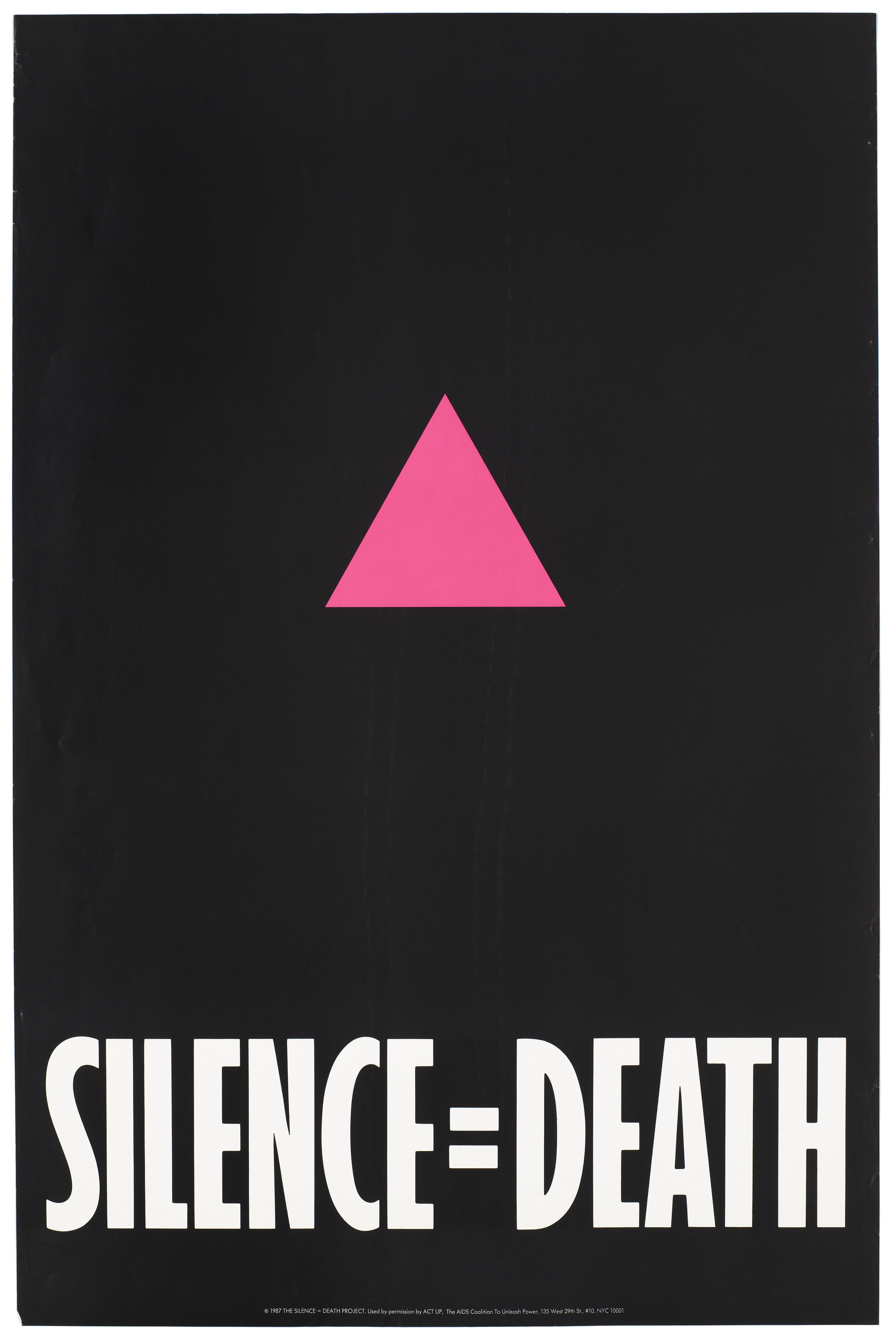
Silence = Death, compagne d'ACT UP utilisant le triangle rose.

Le rose est une couleur fortement associée au milieu homosexuel ; dans la langue anglaise, de nombreuses expressions utilisent pink pour dire LGBT, comme dans pink vote (vote des électeurs LGBT), pink marketing (marché LGBT ou pink washing ; cela se retrouve aussi dans d'autres langues, par calque, comme dans capitalisme rose. L'utilisation de cette couleur, en particulier du rose shocking, est une manière de retourner le stigmate, puisque le rose est associé à la féminité et que les homosexuels hommes sont considérés comme efféminés et ce de manière péjorative.
Intermédiaire entre le rose féminin et le bleu masculin, le mauve et ses autres nuances, violet, lavande et lilas, est aussi associé à l'homosexualité et plus particulièrement le lesbianisme, mais aussi à la non-binarité pour lequel il se retrouve d'ailleurs sur les drapeaux bisexuels, non-binaires et fluide de genre. Cette association se retrouve particulièrement dans les fleurs : Oscar Wilde et les dandys esthètes homosexuel de la fin du XIXe siècle anglais se retrouvent désignés comme les pansies tandis que la violette est associée aux lesbiennes : Sappho et sa compagne s'en couvraient la tête, la poétesse Renée Vivien est surnommée la Muse aux violettes et la pièce La Prisonnière d'Édouard Bourdet met en scène des échanges de bouquets de violettes comme symbole de l'amour lesbien. Ces nuances se retrouvent dans les noms d'organisations, telles que le parti politique français Les Mauves ou l'organisation lesbienne féministe Lavender Menace.
Le vert, et plus particulièrement l'œillet vert, est associé à Oscar Wilde depuis sa publication de Pen, Pencil, and Poison: a Study in Green : ses amis assistent aux premières de ses pièces avec un œillet vert et lorsque Robert Hichens publie un roman parodique sur l'auteur irlandais, il le nomme The Green Carnation. Par métonymie, l'expression « œillet vert » se met en France, jusqu'au milieu du XXe siècle, à désigner l'homosexualité masculine.

### Ouvrages
: document utilisé comme source pour la rédaction de cet article.
- Didier Eribon, Frédéric Haboury et Arnaud Lerch, Dictionnaire des cultures gays et lesbiennes, Larousse, 2003 (ISBN 2-03-505164-9 et 978-2-03-505164-6, OCLC 300482574).

1. 1 2 3 4 5 6 7 8 9 10 11  Élisabeth Lebovici, « Arts plastiques », dans Dictionnaire des cultures gays et lesbiennes, Larousse, 2003.
2. 1 2 3 4 5 6 7  Xavier Lemoine, « Théâtre », dans Dictionnaire des cultures gays et lesbiennes, Larousse, 2003.
3. 1 2 3 4  Philippe Olivier, « Opéra », dans Dictionnaire des cultures gays et lesbiennes.
4. 1 2 3 4  Raphaël de Gubernatis, « Danse », dans Dictionnaire des cultures gays et lesbiennes.
5. 1 2 3  Martin Pénet, « Cabarets », dans Dictionnaire des cultures gays et lesbiennes.
6. ↑  Élisabeth Lebovici, « Photographie », dans Dictionnaire des cultures gays et lesbiennes, Larousse, 2003.
7. 1 2 3 4 5 6  Anne Boulay et Marie Colmant, « Mode », dans Dictionnaire des cultures gays et lesbiennes.
8. 1 2  Élisabeth Lebovici, « Art corporel », dans Dictionnaire des cultures gays et lesbiennes, Larousse, 2003.
9. 1 2  Pierre-Olivier de Busscher, « Bar », dans Dictionnaire des cultures gays et lesbiennes.
10. 1 2  Philippe Thiévenin, « Clubbing gay », dans Dictionnaire des cultures gays et lesbiennes, Larousse, 2003.
11. 1 2 3 4  Laurent-Gérard Ferron, « Petites annonces », dans Dictionnaire des cultures gays et lesbiennes.
12. 1 2 3 4 5 6  Catherine Gonnard, « Minitel », dans Dictionnaire des cultures gays et lesbiennes, Larousse, 2003.
13. 1 2 3 4 5  Pascal Le Brun-Cordier, « kitsch », dans Dictionnaire des cultures gays et lesbiennes.
14. 1 2  Florence Tamagne, « Rose », dans Dictionnaire des cultures gays et lesbiennes, Larousse, 2003.
15. 1 2 3  Florence Tamagne, « Mauve », dans Dictionnaire des cultures gays et lesbiennes, Larousse, 2003.
16. 1 2  Didier Eribon, « Vert », dans Dictionnaire des cultures gays et lesbiennes, Larousse, 2003.

- Anne Rambach et Marine Rambach, La culture gaie et lesbienne, Fayard, 2003 (ISBN 2-213-61410-5 et 978-2-213-61410-6, OCLC 417308764).

1. ↑  Anne Rambach et Marine Rambach, « Le rayon gai », dans La culture gaie et lesbienne, 2003.
2. 1 2 3 4 5  Anne Rambach et Marine Rambach, « La Gay Pride », dans La culture gaie et lesbienne, 2003.
3. ↑  Anne Rambach et Marine Rambach, « Lesbiennes (gaies et...): suffixe », dans La culture gaie et lesbienne.
4. 1 2  Anne Rambach et Marine Rambach, « Mythification », dans La culture gaie et lesbienne, 2003.

- Autres ouvrages

1. ↑  Manon Berthier, Alex Lachkar, Camille Islert, Aurore Turbiau et Alexandre Antolin, « Introduction », dans Ecrire à l'encre violette, Le Cavalier bleu, 2022 (ISBN 979-10-318-0516-0).
2. ↑  Jacqueline Julien, « Cultures lesbiennes : anticorps de l'acculturation mainstream », dans actes de l'euroLESBOpride, 2016 (ISBN 978-2-7466-9511-5).
3. ↑  Barbara Mennel, « Introduction », dans Le cinéma queer : écolières, vampires et cowboys gays, 2013 (ISBN 978-2-85181-813-3 et 2-85181-813-9, OCLC 865471634).
4. 1 2  Joëlle Rouleau, « Introduction », dans Télévision queer, 2022 (ISBN 978-2-89091-796-5 et 2-89091-796-7, OCLC 1321078509).
5. 1 2 3 4 5 6 7 8 9 10 11 12  Frédéric Martel, La longue marche des gays, Gallimard, 2002 (ISBN 2-07-076347-1 et 978-2-07-076347-4, OCLC 422230508).
6. ↑  Stuart Baker, Voguing and the house ballroom scene of New York City 1989-92, 2018 (ISBN 978-0-9554817-6-5 et 0-9554817-6-7, OCLC 751798266).
7. ↑  Martine Boyer et Muriel Tinel, Les films de Pier Paolo Pasolini, Dark Star, 2002, p. 107.
8. ↑  Luki Massa, « Quand rire devient une chose sérieuse : l'humour dans le cinéma lesbien », dans L' arme du rire : actes du 6è colloque international d'études lesbiennes, Toulouse, 11-13 avril 2009., vol. 6, Bagdam, 2009 (ISBN 2-9524662-3-8 et 978-2-9524662-3-3, OCLC 835190068).
9. 1 2 3  Julie Crenn, « Zanele Muholi : interpeller l'indifférence », dans Homosexualités en Afrique, L'Harmattan, 2014 (ISBN 978-2-336-29943-3 et 2-336-29943-7, OCLC 1127262263).
10. ↑  « Mohamad Abdouni », dans Habibi : Les révolutions de l'amour, Institut du monde arabe, 2022 (ISBN 9789461618252)
11. 1 2  « Tous les stylistes célèbres sont-ils homosexuels ? », dans Queer sais-je? (version lesbienne) : connaissez-vous bien la culture lesbienne, gay, trans, queer et féministe?, Des ailes sur un tracteur, 2015 (ISBN 978-1-326-20341-2 et 1-326-20341-X, OCLC 967876906).
12. ↑  Verta A. Taylor, Drag queens at the 801 Cabaret, University of Chicago Press, 2015 (ISBN 978-0-226-33645-9 et 0-226-33645-X, OCLC 947116539).
13. ↑  Daniel Welzer-Lang, Prostitution : les uns, les unes et les autres, Métailié, 1994 (ISBN 2-86424-169-2 et 978-2-86424-169-0, OCLC 30519997).
14. ↑  (en) Chantal Regnault et Stuart Baker, Voguing and the house ballroom scene of New York City 1989-92, s.n., 2011, 208 p. (ISBN 978-0-9554817-6-5 et 0-9554817-6-7, OCLC 863223074).
15. 1 2 3 4  Frédéric Martel et Travis Alabanza, Pride : l'histoire du mouvement pour l'égalité LGBTQ, 2019 (ISBN 978-2-324-02491-7 et 2-324-02491-8, OCLC 1128201273).
16. ↑  (en) Jón Ingvar Kjaran, Constructing Sexualities and Gendered Bodies in School Spaces: Nordic Insights on Queer and Transgender Students, Springer, 20 février 2017 (ISBN 978-1-137-53333-3, lire en ligne), « Queering the Arctic: The Case of Iceland », p. 67-71.
17. ↑  Boniface Mongo-Mboussa, « Homosexualité et écriture en Afrique francophone », dans Homosexualités en Afrique, L'Harmattan, 2014 (ISBN 978-2-336-29943-3 et 2-336-29943-7, OCLC 1127262263).
18. ↑  (en) Eleanor Medhurst, « Paris Lesbos: The Sapphic Capital », dans Unsuitable: a history of lesbian fashion, C. Hurst and Company, 2024, 59-68 p. (ISBN 978-1-80526-096-7)

### Publications universitaires
1. 1 2  David Tenorio, « Broken Records: Materiality, Temporality, and Queer Belonging in Mexican Drag Cabaret Performance », TRANSMODERNITY: Journal of Peripheral Cultural Production of the Luso-Hispanic World, vol. 9, no 1,‎ 2019 (ISSN 2154-1361, DOI 10.5070/T491044220, lire en ligne, consulté le 23 mars 2023).
2. ↑  Eve Shapiro, « Drag Kinging and the Transformation of Gender Identities », Gender & Society, vol. 21, no 2,‎ avril 2007, p. 250–271 (ISSN 0891-2432 et 1552-3977, DOI 10.1177/0891243206294509, lire en ligne, consulté le 23 mars 2023).
3. ↑  Jade Almeida. Étude de contenu de la presse lesbienne : Lesbia Magazine, de 1982 à 2012. Histoire. 2015. dumas-01199375⟩
4. 1 2 3  Ilana Eloit, « « Le bonheur était dans les pages de ce mensuel » : la naissance de la presse lesbienne et la fabrique d’un espace à soi (1976-1990) », Le Temps des médias, vol. 29, no 2,‎ 2017, p. 93 (ISSN 1764-2507 et 2104-3671, DOI 10.3917/tdm.029.0093, lire en ligne, consulté le 25 octobre 2021).
5. 1 2  Isabelle Collet, « Fanny Lignon (dir.), Genre et jeux vidéo: Presses universitaires du Midi, Toulouse, 2015, 268 pages », Travail, genre et sociétés, vol. n° 37, no 1,‎ 2017, p. 199 (ISSN 1294-6303 et 2105-2174, DOI 10.3917/tgs.037.0199, lire en ligne, consulté le 8 mai 2021).
6. ↑  Nathalie Etoké, Écriture du corps féminin dans la littérature de l'Afrique francophone : taxonomie, enjeux et défis, CODESTRIA bulletin n°3 et 4, 2006, P46
7. ↑  Tiphaine-Annabelle Besnard, « Pierre et Gilles : un art fantasque (« kitsch » ?) pour une Antiquité fantasmée », sur Antiquipop | L'Antiquité dans la culture populaire contemporaine (consulté le 3 avril 2023).

### Presse
1. ↑  Stéphanie Delon, « Edito », Jeanne Magazine, hors-série n°2,‎ 2019.
2. ↑  AlloCine, « Veneno » (consulté le 12 avril 2022).
3. ↑  « L'Enfer selon Pasolini », Le Monde.fr,‎ 9 mai 2009 (lire en ligne, consulté le 22 août 2022).
4. ↑  « Louise Breslau, une femme impressionniste », sur SWI swissinfo.ch (consulté le 10 novembre 2022).
5. ↑  « April Ashley interview: Britain's first transsexual », sur www.telegraph.co.uk (consulté le 23 avril 2023).
6. ↑  (en) « Andrej Pejic Comes Out as Trans Woman », sur www.out.com (consulté le 23 avril 2023).
7. ↑  « 9 mannequins transgenres, véritable vent de fraîcheur dans l'industrie de la mode », sur www.lofficiel.be (consulté le 23 avril 2023).
8. ↑  (en) « Queer Fashion Is Not A Trend, 'It's A Social Movement' », sur HuffPost, 24 avril 2015 (consulté le 10 juillet 2023).
9. 1 2  (en) Rae Binstock, « Why Do Queer People Write Fan Fiction? To See Themselves in Mainstream Culture. », sur Slate Magazine, 30 mai 2016 (consulté le 6 août 2021).
10. ↑  « Southern Decadence Official Website », Southerndecadence.net, 3 septembre 2013 (consulté le 1er mars 2014).
11. ↑  (en) JD Samson, « The Last Lesbian Bars », sur Vice, 27 août 2015 (consulté le 21 mars 2017).
12. ↑  Geoff Williams, « 10 Businesses Facing Extinction in 10 Years », Entrepreneur,‎ 19 septembre 2007 (lire en ligne, consulté le 26 novembre 2008).
13. 1 2 3  Épisode [cas Violette Morris], troisième épisode de la série C’est du sport !, d'une durée de 58 minutes et 44 secondes. Réalisation de Christine Robert. Diffusé pour la première fois le 19 juillet 2020 sur la chaîne Une histoire particulière du réseau France Culture..
14. 1 2 3 4 5  Tessa Lanney, « Aux armes gaymers », Têtu,‎ hiver 2022, p. 30-37.
15. ↑  Crystal Steltenpohl, « GLBT History in Video Games: 1990s », Gaming Bus (consulté le 9 mai 2013).
16. ↑  Mike Ripplinger, « The Two Phantasy Stars » [archive du 4 février 2008], Camineet, 2002 (consulté le 29 janvier 2010).
17. ↑  "Autonomous Romantic Socials - Same Sex", by werismyki
18. ↑  "Why is My Town Gay?", by Srikandi
19. ↑  (en) Lydia Sung, « Sunday Musing: Homosexuality in Video Game », 19 juillet 2009.
20. ↑  "How Not To Address Homosexuality In Gaming", by Mike Fahey
21. ↑  Alexander Sliwinski, « Gay gamer survey results with large hetero inclusion », Joystiq.
22. ↑  Gera, Emily, « Video games won't feature gay protagonists 'for a while,' says Far Cry 3 writer Lucien Soulban », Polygon, 28 février 2014 (consulté le 28 février 2014).
23. ↑  « Débat inattendu autour du sexe de Yoshi, le dinosaure de Nintendo », Le Monde.fr,‎ 28 juin 2015 (lire en ligne, consulté le 8 mai 2021).
24. ↑  Pierre Ropert, « Femmes, minorités... Qui le jeu vidéo représente-t-il ? », sur France Culture, 3 février 2020 (consulté le 8 mai 2021).
25. ↑  Aurore Gayte, « « Une ambiance de boy’s club horrible » : l’industrie française du jeu vidéo est toujours aussi sexiste », sur Numerama, 24 juin 2020 (consulté le 8 mai 2021).
26. ↑  (pt-BR) « Visibilidad lésbica en Brasil: "Mujeres negras lesbianas periféricas en resistencia" », sur Brasil de Fato (consulté le 27 avril 2021).
27. ↑  « ¿Por qué se celebra el Día de la Visibilidad Lésbica el 26 de abril? », sur www.publico.es (consulté le 24 août 2022).
28. ↑  (en) Betsy Driver, « The origins of Intersex Awareness Day » [archive du 20 octobre 2015], sur Intersex Day, 14 octobre 2015 (consulté le 24 octobre 2015).
29. ↑  Sarah Karlan, « People Took To Twitter To Share Their Deeply Personal #IntersexStories », BuzzFeed, 27 octobre 2015 (consulté le 8 janvier 2017).
30. ↑  (en) Jessica Carreras, « Transgender Day of Visibility plans erupt locally, nationwide » [archive du 27 mars 2013], PrideSource (consulté le 3 avril 2013).
31. ↑  Maëlle Le Corre | 9 juin 2021 | 21 commentaires, « « Pas de fetish à la Pride » : l’éternel débat du cuir et du latex dans les marches LGBTI+ », sur madmoiZelle.com, 9 juin 2021 (consulté le 10 juin 2021).
32. ↑  Maëlle Le Corre | 4 juin 2021 | 17 commentaires, « « Pas de police dans nos fiertés » : l'association FLAG! ne sera pas à la Marche des fiertés de Paris », sur madmoiZelle.com, 4 juin 2021 (consulté le 10 juin 2021).
33. ↑  « À la Marche des fiertés, elles bloquent le char d'Air France en soutien aux migrants », sur Le HuffPost, 29 juin 2019 (consulté le 2 avril 2023).
34. ↑  (en-US) Lillian Hochwender, « The bisexual movie canon reaches beyond the obvious », sur Polygon.com, 1er février 2022 (consulté le 1er mars 2023).

### Autres références
1. ↑  « Eva Kotchever (1891-1943), fondatrice d’un club de femmes à New York », sur billetterie.memorialdelashoah.org (consulté le 11 juillet 2023).
2. ↑  Jacob (lire en ligne).
3. ↑  « Jardin Marie-Thérèse Auffray », sur paris.fr.
4. ↑  « POÉSIES HOMOSEXUELLES : Gay, Lesbienne, Trans, Bi », sur poesiesqueer.canalblog.com.
5. ↑  (en-US) « Aalto, William Oliver », sur The Abraham Lincoln Brigade Archives, 9 décembre 2019.
6. ↑  Le FIFA, « L'amour à l'oeuvre, Claude Cahun et Marcel Moore -- Bande-annonce (Le FIFA 39) », 24 février 2021.
7. ↑  « Alan Turing, génie au destin brisé », sur CNRS Le journal (consulté le 11 juillet 2023).
8. ↑  « Breslau Louise », sur www.culture.gouv.fr (consulté le 10 novembre 2022).
9. ↑  « Portrait des amies | Musées d'art et d'histoire de Genève », sur www.mahmah.ch (consulté le 19 juillet 2024)
10. 1 2  (en-US) « How Online Communities and Resources Help LGBTQ+ Youth Live Authentically », sur Human Rights Campaign (consulté le 23 avril 2023).
11. ↑  L. Podhurst et Credle J., « HIV/AIDS risk reduction strategies for Gay youth of color in the "house" community. (Meeting Abstracts) », Newark 07107-3000, US, U.S. National Library of Medicine, vol. 12, no 913, 10 juin 2007 (version du 17 août 2009 sur Internet Archive), p. 13.
12. ↑  Jean Cocteau, Histoires de ma vie, A. Michel, 1975 (ISBN 2-226-00153-0, 978-2-226-00153-5 et 2-85956-501-9, OCLC 1506092).
13. ↑  Les Biennes du Québec, Cahier de programmation de la Journée d’Inter-Actions Lesbiennes : Visibles pour se rejoindre, Montréal, octobre 1984.
14. ↑  Office du Tourisme et des Congrès de Paris, « Visiter le Paris LGBTQI - Office de tourisme Paris », sur www.parisinfo.com (consulté le 23 avril 2023).
15. ↑  (en) Garrett Prestage, Graham Brown, John De Wit et Benjamin Bavinton, « Understanding Gay Community Subcultures: Implications for HIV Prevention », AIDS and Behavior, vol. 19, no 12,‎ 1er décembre 2015, p. 2224–2233 (ISSN 1573-3254, DOI 10.1007/s10461-015-1027-9, lire en ligne, consulté le 9 novembre 2023)
16. ↑  Jamie Valentino, « What is a gay otter? A guide to the hairy, lean guys of the gay community », sur Queerty, 29 avril 2023 (consulté le 9 novembre 2023)
17. 1 2  « Ours, twink, loutre: la communauté gay se divise en tribus », sur Blick, 25 juin 2022 (consulté le 2 novembre 2023)
18. ↑  « Is ‘twink’ a slur? The hard truth. », sur Queerty, 29 avril 2022 (consulté le 4 novembre 2023)
19. ↑  Philippe Lépine et Gabrielle Morin-Lefebvre et Philippe Lépine, « Comprendre le langage sexuel LGBTQ2S+ », sur Journal Métro, 11 février 2022 (consulté le 7 novembre 2023)
20. 1 2 3 4  (en) Justin L. Maki, « Gay Subculture Identification: Training Counselors to Work With Gay Men », Vistas online,‎ 2017 (lire en ligne)

### Généraliste
- Quentin Petit Dit Duhal, Art queer. Histoire et théorie des représentations LGBTQIA+, Joinville-le-Pont, Double ponctuation, 2024  (ISBN 978-2-490855-61-2).
- Gemma Rolls-Bentley, Queer art: from canvas to club, and the spaces between, Frances Lincoln, 2024 (ISBN 978-0-7112-8267-4)
- Crafted with pride: queer craft and activism in contemporary Britain, Intellect Books, 2023 (ISBN 978-1-78938-774-2)
- Bernard Lafargue (dir.) et Cécile Croce (dir.), QueeRriser l'esthétique, puppa, coll. « Figures de l'art » (no 39), 2021 (ISBN 978-2-35311-128-2)
- Amelia Abraham, Queer intentions : a (personal) journey through LGBTQ+ culture, 2020 (ISBN 978-1-5098-6617-5 et 1-5098-6617-5, OCLC 1200032270).
- Laura Westengard, Gothic queer culture : marginalized communities and the ghosts of insidious trauma, 2019 (ISBN 978-1-4962-1744-8 et 1-4962-1744-6, OCLC 1111736615, lire en ligne).
- Catherine Lord et Richard Meyer, Art & queer culture, Phaidon Press, 2019 (ISBN 978-0-7148-7834-8)
- Marie-Mathilde Bortolotti et Isabelle Alfonsi, Art queer : une théorie freak, 2018 (ISBN 978-2-917855-93-5 et 2-917855-93-2, OCLC 1028238798, lire en ligne).
- David M. Halperin, L'art d'être gai, EPEL, 2015 (ISBN 978-2-35427-065-0 et 2-35427-065-8, OCLC 911002127).
- (en) David A. Powell, 21st-century gay culture, Cambridge Scholars Press, 2008 (ISBN 978-1-84718-414-6, 1-84718-414-6 et 978-1-4438-0675-6, OCLC 435374624, lire en ligne).
- Robert McRuer, Crip theory : cultural signs of queerness and disability, New York University Press, 2006 (ISBN 978-1-4356-0039-3, 1-4356-0039-8 et 978-0-8147-5986-8, OCLC 173511594).
- Jack Halberstam, In a queer time and place : transgender bodies, subcultural lives, 2005 (ISBN 0-8147-3584-3, 978-0-8147-3584-8 et 0-8147-3585-1, OCLC 56413383).
- Didier Eribon, Frédéric Haboury et Arnaud Lerch, Dictionnaire des cultures gays et lesbiennes, Larousse, 2003 (ISBN 2-03-505164-9 et 978-2-03-505164-6, OCLC 300482574).
- Anne Rambach et Marine Rambach, La culture gaie et lesbienne, Fayard, 2003 (ISBN 2-213-61410-5 et 978-2-213-61410-6, OCLC 417308764).
- (en) Stephen M. Barber (dir.) et David L. Clark (dir.), Regarding Sedgwick : Essays on Queer Culture and Critical Theory, Routledge, 2002.
- (en) Richard Dyer, The culture of queers, Routledge, 2002 (ISBN 978-0-415-22375-1 et 978-0-415-22376-8)
- Marie-Jo Bonnet, Les Deux Amies : essai sur le couple de femmes dans l'art, Paris, éditions Blanche, 2000  (ISBN 2-911621-94-8).

### Télévision
- (en) Queer TV China: televisual and fannish imaginaries of gender, sexuality, and chineseness, HKU Press, coll. « Queer Asia », 2023 (ISBN 978-988-8805-61-7)
- (en) Kate McNicholas Smith, Lesbians on television : New Queer Visibility & the Lesbian Normal, 2023 (ISBN 9781789387513)
- Joëlle Rouleau, Télévision queer, 2022 (ISBN 978-2-89091-796-5 et 2-89091-796-7, OCLC 1321078509).

### Cinéma
- (en) Sam Ashby, Little Joe : a book about queers and cinema, mostly, SPBH Editions, mai 2024 (ISBN 9781739606763)
- (en) Scott McKinnon, Gay men at the movies: cinema, memory and the history of a gay male community, Intellect, 2016 (ISBN 978-1-78320-596-7)
- Barabara Mennel, Le cinéma queer : écolières, vampires et cowboys gays, L'Arche, impr. 2013, cop. 2013 (ISBN 978-2-85181-813-3 et 2-85181-813-9, OCLC 865471634, lire en ligne).
- Maria San Filippo, The B Word : Bisexuality in Contemporary Film and Television, 2013 (ISBN 9780253008794).

### Photographie
- Régis Schlagdenhauffen, Ils s'aiment: un siècle de photographies d'hommes amoureux, 1850-1950 collection Hugh Nini & Neal Treadwell, les Arènes 5 continents, 2020 (ISBN 979-10-375-0255-1)

### Bases de données
- Queer Comics Database, comics

### Documentaires
- No Straight Lines - The Rise of Queer Comics, comics
- Framing Lesbian Fashion, 1992